# Jakarta
Jakarta (phiên âm tiếng Việt: Gia-các-ta, phát âm tiếng Indonesia: [dʒaˈkarta]), tên đầy đủ là Tỉnh Đặc khu Thủ đô Jakarta (tiếng Indonesia: Propinsi Daerah Khusus Ibukota Jakarta, viết tắt là Propinsi DKI Jakarta hoặc DKI Jakarta), là thủ đô và là thành phố lớn nhất của Indonesia. Trước đây thành phố được biết đến với những cái tên như là Sunda Kelapa, Jayakarta và Batavia. Jakarta tọa lạc trên bờ tây bắc của đảo Java - hòn đảo có dân số đông nhất thế giới, có diện tích 661,52 km² và dân số 10.562.088 người năm 2021. Đây là thành phố đông dân nhất ở khu vực Đông Nam Á và là thủ phủ ngoại giao của khối ASEAN.
Jakarta cũng là một tỉnh của Indonesia. Mặc dù chỉ trải rộng trên 664,01 km2 (256,38 dặm vuông Anh) và do đó có diện tích nhỏ nhất so với bất kỳ tỉnh nào của Indonesia, vùng đô thị của Jakarta có diện tích lên đến 9.957,08 km2 (3.844,45 dặm vuông), bao gồm các thành phố vệ tinh Bogor, Depok, Tangerang, Nam Tangerang và Bekasi, và có dân số ước tính là 35 triệu vào năm 2021, khiến nó trở thành vùng đô thị lớn nhất ở Indonesia và lớn thứ hai trên thế giới (sau vùng đô thị Tokyo). Vùng đô thị Jakarta được gọi là Jabotabek và nó bao gồm Vùng Đại đô thị Jakarta-Bandung.
Jakarta đang là thủ đô hiện tại của Indonesia, tuy nhiên do sự quá tải dân số đang gây sức ép lớn lên hệ thống cơ sở hạ tầng, chính phủ Indonesia đang có chủ trương dời đô tới Nusantara trong tương lai.

## Tên gọi
Jakarta ngày nay từng mang nhiều tên gọi trong lịch sử. Dưới đây là danh sách các tên được sử dụng trong thời gian tồn tại của thành phố:
- Sunda Kelapa (397–1527)
- Jayakarta (1527–1619)
- Batavia (1619–1942)
- Djakarta (1942–1972)
- Jakarta (1972–nay)

Tên 'Jakarta' có nguồn gốc từ từ Jayakarta (Devanagari: जयकर्त) cuối cùng bắt nguồn từ tiếng Phạn जय jaya (chiến thắng), và कृत krta (hoàn thành, đạt được), do đó Jayakarta được dịch là "thắng lợi", "nhiệm vụ hoàn thành" hoặc "chiến thắng huy hoàng". Nó được đặt tên theo đội quân Hồi giáo của Fatahillah đã đánh bại thành công và đánh đuổi thực dân Bồ Đào Nha ra khỏi thành phố vào năm 1527. Trước khi được gọi là Jayakarta, thành phố được gọi là "Sunda Kelapa". Tomé Pires, một nhà bào chế thuốc người Bồ Đào Nha đã viết tên thành phố trên kiệt tác của mình là Jacatra hoặc Jacarta trong chuyến hành trình tới Đông Ấn.
Vào thế kỷ 17, thành phố được biết đến với cái tên "Koningin van het Oosten" (Nữ hoàng Phương Đông), một cái tên được đặt cho vẻ đẹp đô thị của các con kênh, dinh thự và cách bố trí trật tự của thành phố ở trung tâm Batavia. Sau khi mở rộng về phía nam vào thế kỷ 19, biệt danh này gắn liền với các vùng ngoại ô hơn (ví dụ: Menteng và khu vực xung quanh Quảng trường Merdeka), với những con đường rộng, không gian xanh và biệt thự. Trong thời kỳ bị phát xít Nhật Bản chiếm đóng, thành phố được đổi tên sang tiếng Nhật thành Jakaruta Tokubetsu-shi (ジャカルタ特別市, Thành phố đặc biệt Jakarta).

## Lịch sử

### Thời trước thuộc địa

Tượng đài quốc gia Monas, nằm trên quảng trường Merdeka, được xây dựng để kỷ niệm ngày thắng lợi của cách mạng Dân tộc Indonesia.

Khu vực bờ biển phía tây bắc Java bao gồm Jakarta là địa điểm của nền văn hóa Buni thời tiền sử phát triển rực rỡ từ năm 400 trước Công nguyên đến năm 100 sau Công nguyên. Khu vực trong và xung quanh Jakarta hiện đại là một phần của vương quốc Tarumanagara của người Sunda vào thế kỷ thứ 4, một trong những vương quốc Hindu lâu đời nhất ở Indonesia. Khu vực Bắc Jakarta xung quanh Tugu trở thành khu định cư đông dân vào đầu thế kỷ thứ 5. Dòng chữ Tugu (có lẽ được viết vào khoảng năm 417 sau Công nguyên) được phát hiện tại thôn Batutumbuh, làng Tugu, Koja, Bắc Jakarta, đề cập rằng Vua Purnawarman của Tarumanagara đã tiến hành các công trình thủy lợi; dự án tưới tiêu nước sông Chandrabhaga và sông Gomati gần kinh đô của ông. Sau sự suy tàn của vương quốc Tarumanagara, các lãnh thổ của nó, bao gồm khu vực Jakarta, trở thành một phần của Vương quốc Sunda theo đạo Hindu. Từ thế kỷ thứ 7 đến đầu thế kỷ 13, cảng Sunda thuộc đế quốc hàng hải Srivijaya. Theo nguồn tài liệu Trung Quốc, Chu Phiên Chí, được viết vào khoảng năm 1225, Triệu Nhữ Quát đã kể vào đầu thế kỷ 13 rằng Srivijaya vẫn cai trị Sumatra, bán đảo Mã Lai và phía tây Java (Sunda). Nguồn cũng cho biết cảng Sunda có vị trí chiến lược và đang phát triển mạnh, đồng thời đề cập đến hạt tiêu từ Sunda là một trong những loại hạt tiêu có chất lượng tốt nhất. Người dân làm nông nghiệp và nhà của họ được dựng trên cọc gỗ. Khu vực bến cảng được gọi là Sunda Kelapa, và đến thế kỷ 14, nó là một thương cảng quan trọng của Vương quốc Sunda.
Đội tàu châu Âu đầu tiên đã đến đây năm 1513 gồm bốn con tàu Bồ Đào Nha từ Malacca. Malacca bị Alfonso d'Albuquerque xâm lược năm 1511 khi thực dân Bồ Đào Nha tìm kiếm gia vị và đặc biệt là hồ tiêu. Mối quan hệ giữa vương quốc Sunda và người Bồ Đào Nha được tăng cường khi một người Bồ Đào Nha khác tên là Enrique Leme viếng thăm Sunda với ý định tặng quà. Ông ta đã được đón tiếp nồng nhiệt năm 1522, và nhờ đó, người Bồ Đào Nha đã được cấp phép xây kho và mở rộng pháo đài ở Kalapa (tên của vị trí). Đây được những cư dân Sunda xem như sự củng cố địa vị của họ chống lại các đội quân Hồi Giáo đang có thế lực tăng lên của Sultanate (vương quốc Hồi Giáo) Demak ở Trung Java.
Năm 1527, những đội quân Hồi Giáo đến từ Cirebon và Demak dưới sự lãnh đạo của Fatahillah đã tấn công Vương quốc Sunda. Vua Sunda đã mong đợi người Bồ Đào Nha đến cứu viện và giúp ông đẩy lùi quân đội của Fatahillah, do một hiệp ước đã được ký kết giữa Sunda và người Bồ Đào Nha. Tuy nhiên, quân đội Fatahillah đã đánh bại cả liên minh vương quốc-thực dân và chiếm được Sunda Kelapa ngày 22 tháng 6 năm 1557. Fatahillah đã quyết định đổi tến "Sunda Kelapa" thành "Jayakarta" ("Chiến thắng huy hoàng").

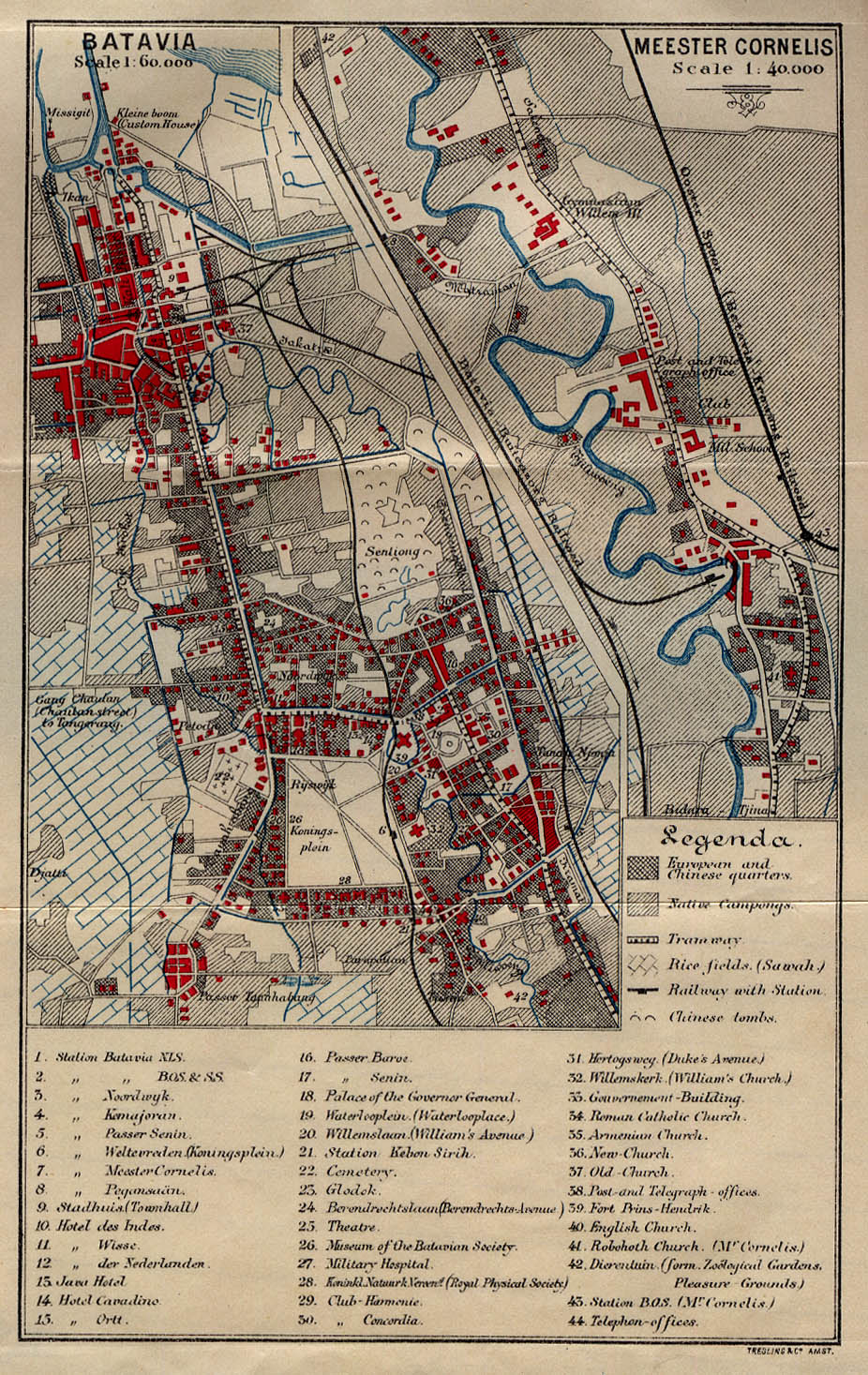
Batavia năm 1897.

Người theo Sultan Banten (vị trí của Jayakarta), hoàng tử Jayawikarta, cũng góp phần chính trong lịch sử phát triển của Jakarta. Năm 1596, nhiều tàu của Hà Lan đã đến Jayakarta với ý định buôn bán gia vị, gần giống như người Bồ Đào Nha trước đây. Năm 1602, chuyến đi đầu tiên của Công ty Đông Ấn Anh, dưới quyền chỉ huy của Sir James Lancaster, đã đến Aceh và giương buồm đi Bantam nơi ông ta đã được phép xây đồn trạm và đã trở thành trung tâm mậu dịch của đế quốc Anh tại Indonesia cho đến năm 1682. Trong trường hợp này, hoàng tử Jayawikarta đã xem sự hiện diện của người Hà Lan ở khu vực này là một mầm họa do người Hà Lan trước đó đã xây nhiều căn cứ quân sự. Hoàng tử Jayawikarta rõ ràng trước đó cũng đã có mối liên hệ với người Anh và đã cho phép họ xây nhiều bản doanh trực tiếp ngang qua các tòa nhà của người Hà Lan năm 1615. Khi các mối quan hệ giữa Hoàng tử Jayawikarta và người Hà Lan sau đó xấu đi, những người lính của ông đã tấn công pháo đài của Hà Lan với hai tòa nhà chính, Nassau và Mauritus. Nhưng ngay cả được sự trợ giúp của 15 tàu chiến từ Anh, quân đội của Hoàng tử Jayakarta cũng không thể đánh bại người Hà Lan vì Jan Pieterszoon Coen (J.P. Coen) đã đến Jayakarta vừa kịp lúc, đẩy lui tàu Anh và đốt cháy các đồn trạm buôn của người Anh.

### Thời kỳ thuộc địa

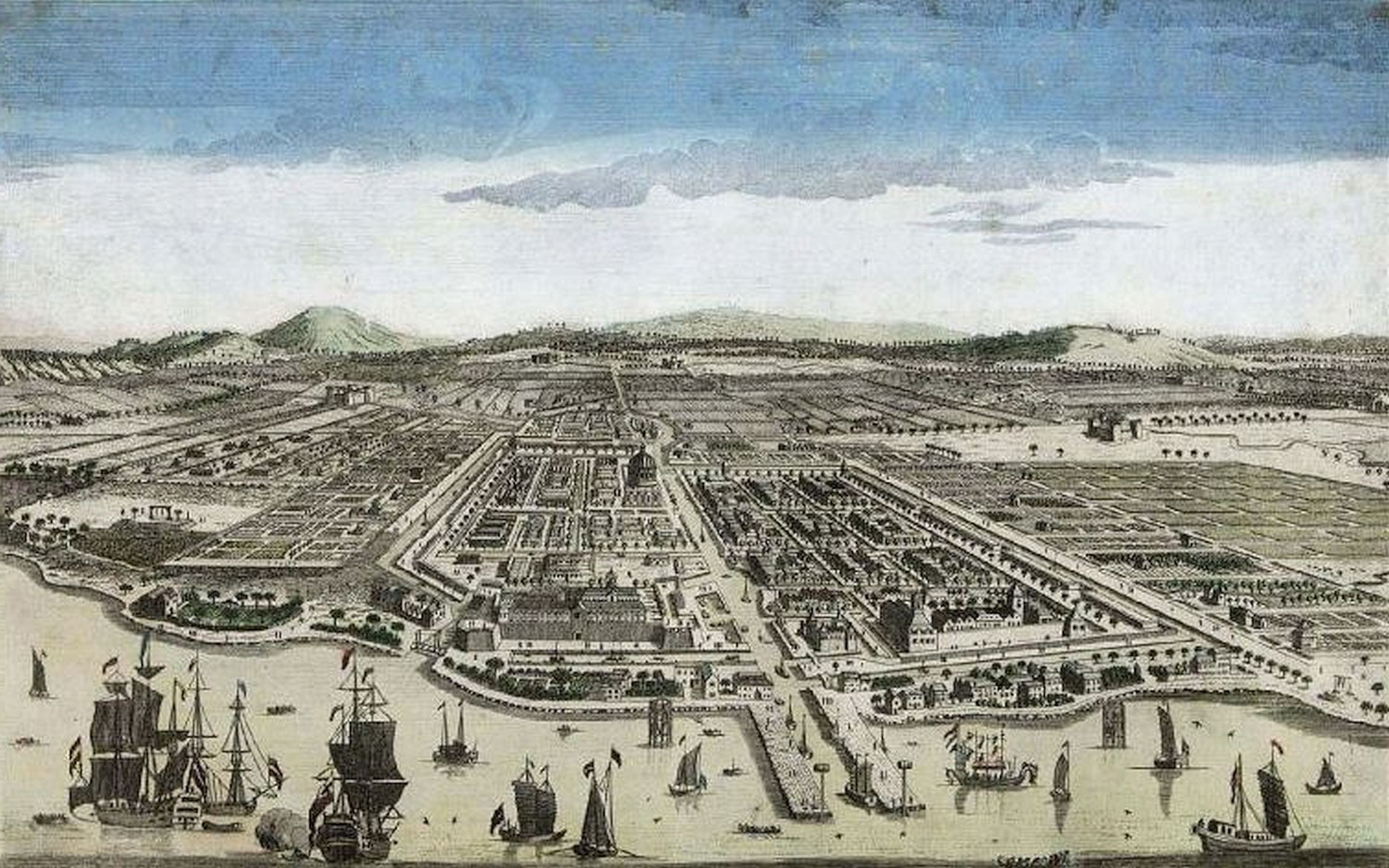
Batavia khoảng năm 1780

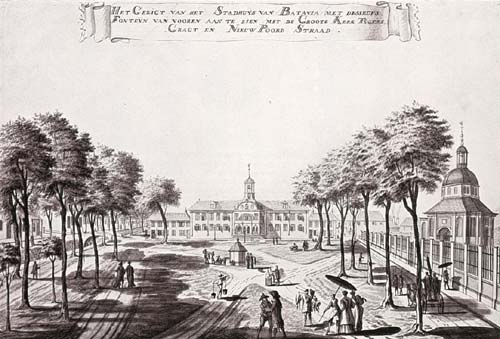
Tòa thị chính Batavia (Stadhuis van Batavia), trụ sở của toàn quyền Công ty Đông Ấn Hà Lan vào cuối thế kỷ 18 bởi Johannes Rach c. 1770. Tòa nhà hiện là Bảo tàng Lịch sử Jakarta, tọa lạc ở phố cổ Jakarta.

Mọi việc đã thay đổi đối với Hoàng tử Jayawikarta khi Sultan (vương quốc Hồi Giáo) Banten phái lính và triệu mời ông đến để thiết lập mối quan hệ gần gũi với người Anh mà không có sự chấp thuận của chính quyền Banten. Quan hệ giữa cả Hoàng tử Jayawikarta và người Anh với chính quyền Banten trở nên xấu hơn và dẫn đến việc hoàng tử quyết định dời đến Tanara, một nơi nhỏ ở Banten, cho đến khi ông qua đời. Điều này giúp người Hà Lan thiết lập quan hệ gần gũi với Banten. Năm 1619, người Hà Lan đổi tên khu vực Jakarta ngày nay thành "Batavia", và duy trì cái tên này cho đến năm 1942.
Các cơ hội thương mại trong thành phố đã thu hút người bản địa và đặc biệt là người Hoa và người nhập cư Ả Rập. Sự gia tăng dân số đột ngột này đã tạo ra gánh nặng cho thành phố. Căng thẳng gia tăng khi chính quyền thuộc địa cố gắng hạn chế người Hoa di cư thông qua trục xuất. Sau một cuộc nổi dậy, 5.000 người Trung Quốc đã bị tàn sát bởi người Hà Lan và người bản địa vào ngày 9 tháng 10 năm 1740, và năm sau, cư dân Trung Quốc được chuyển đến Glodok bên ngoài các bức tường thành. Vào đầu thế kỷ 19, khoảng 400 người Ả Rập và người Moor sống ở Batavia, con số này ít thay đổi trong những thập kỷ sau đó. Trong số các mặt hàng được giao dịch có vải, chủ yếu là bông, batik và quần áo được mặc bởi các cộng đồng Ả Rập.
Thành phố bắt đầu mở rộng xa hơn về phía nam do dịch bệnh vào năm 1835 và 1870 buộc cư dân phải rời khỏi cảng. Koningsplein, nay là Quảng trường Merdeka được hoàn thành vào năm 1818, khu định cư ở Menteng được khởi công vào năm 1913, và Kebayoran Baru là khu dân cư cuối cùng do người Hà Lan xây dựng. Đến năm 1930, Batavia có hơn 500.000 cư dân, trong đó có 37.067 người châu Âu.
Vào ngày 5 tháng 3 năm 1942, quân Nhật chiếm được Batavia từ sự kiểm soát của Hà Lan, và thành phố được đổi tên là Jakarta (Thành phố đặc biệt Jakarta (ジャカルタ特別市, Jakaruta tokubetsu-shi), dưới tình trạng đặc biệt được gán cho thành phố). Sau chiến tranh, tên theo tiếng Hà Lan Batavia lại được quốc tế công nhận cho đến khi Indonesia giành được độc lập hoàn toàn từ Hà Lan vào ngày 27 tháng 12 năm 1949. Khi đó, thành phố Batavia được đổi tên lại thành là "Jakarta" (một cách viết ngắn của Jayakarta), chính thức được tuyên bố là thủ đô quốc gia của Indonesia.

### Thời kỳ độc lập

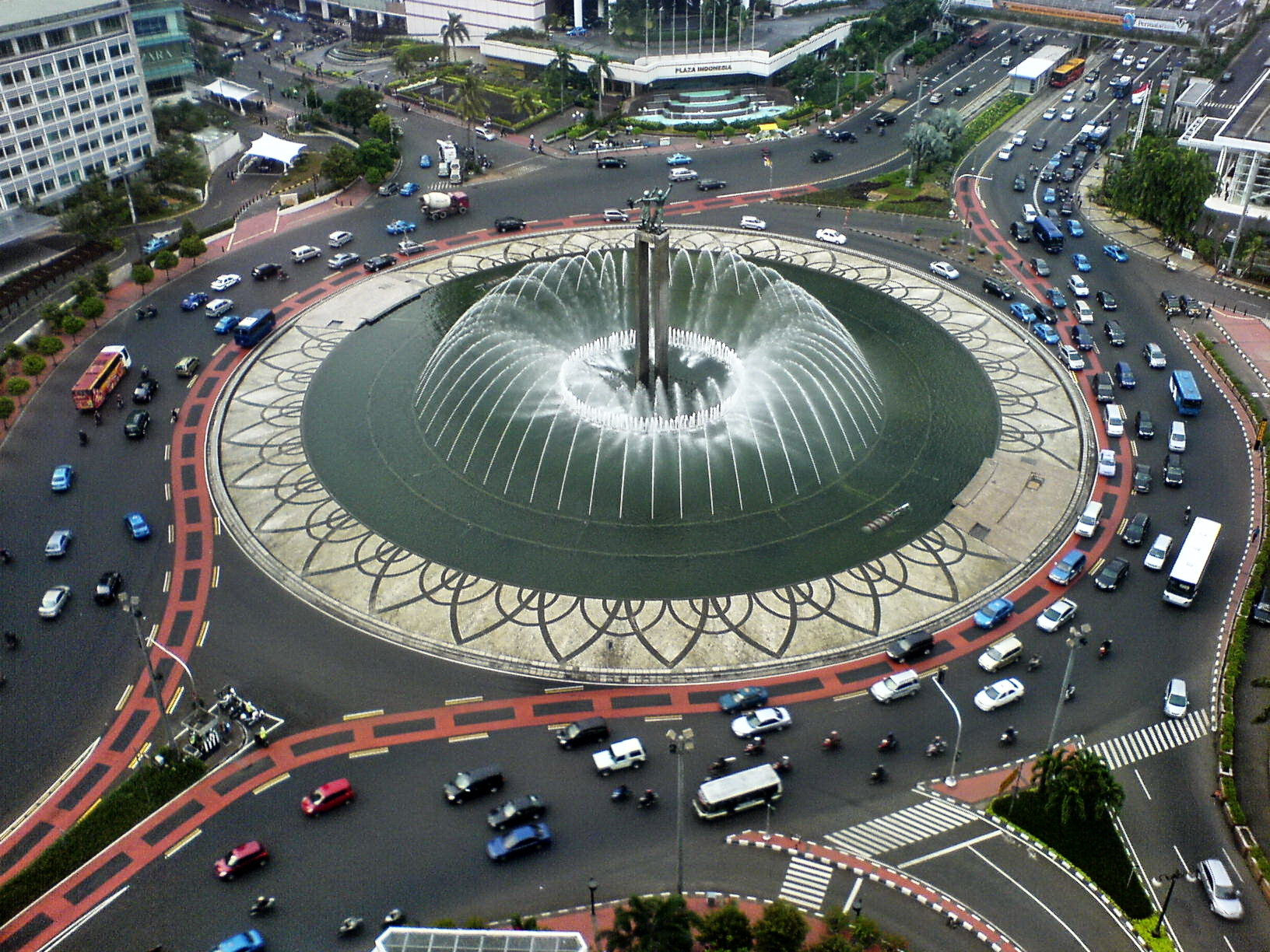
Đài tưởng niệm Selamat Datang, một công trình từ thập niên 1960, tọa lạc ở cực tây của quận Menteng

Sau chiến tranh thế giới thứ hai, chính quyền Cộng hòa Indonesia đã rút khỏi Jakarta khi thành phố này bị chiếm bởi quân Đồng Minh trong lúc đang tham gia Cách mạng Dân tộc Indonesia và tạm thời dời thủ đô đến Yogyakarta. Năm 1950, khi độc lập được bảo đảm, Jakarta lại một lần nữa trở thành thủ đô của quốc gia. Tổng thống sáng lập nước cộng hòa Indonesia, Sukarno, dự định biến Jakarta trở thành một thành phố quốc tế lớn, và đẩy mạnh các dự án lớn do chính phủ tài trợ với kiến trúc quốc gia và chủ nghĩa hiện đại công khai. Các dự án bao gồm một đường cao tốc, đại lộ chính (Jalan MH Thamrin-Sudirman), tượng đài như Đài tưởng niệm Monas, khách sạn, trung tâm mua sắm và tòa nhà quốc hội mới. Tháng 10 năm 1965, Jakarta là nơi xảy ra cuộc đảo chính bất khả chiến bại, trong đó 6 vị tướng hàng đầu bị giết hại, làm tràn ngập bạo lực chống chủ nghĩa cộng sản, trong đó nửa triệu người đã bị giết, trong đó có nhiều người Hoa. Đây là khởi đầu cho Lệnh Mới của tổng thống Suharto.
Năm 1966, Jakarta được tuyên bố là "vùng đặc biệt" (daerah khusus ibukota), do đó đạt được một trạng thái tương đương với một tỉnh. Trung tướng Ali Sadikin nắm chức tỉnh trưởng từ giữa những năm 1960 bắt đầu "Trật Tự Mới" cho đến năm 1977; ông khôi phục đường sá và cầu, khuyến khích nghệ thuật, xây dựng một số bệnh viện, và một số lượng lớn các trường mới. Ông cũng giải toả những người sống ở khu ổ chuột cho các dự án phát triển mới - một số vì lợi ích của gia đình Suharto - và cố gắng loại bỏ xe kéo và cấm người bán hàng rong. Ông bắt đầu kiểm soát di cư đến thành phố để ngăn chặn tình trạng quá tải và nghèo đòi. Đầu tư nước ngoài góp phần vào sự bùng nổ bất động sản làm thay đổi bộ mặt của thành phố.
Sự phát triển bùng nổ đã kết thúc với cuộc khủng hoảng tài chính châu Á 1997, đưa Jakarta trở thành trung tâm của bạo lực, phản đối và vận động chính trị. Sau 32 năm cầm quyền, sự ủng hộ của Tổng thống Suharto bắt đầu suy yếu. Căng thẳng đã lên đến đỉnh điểm khi bốn sinh viên bị các lực lượng an ninh bắn chết tại Đại học Trisakti; bốn ngày bạo loạn và bạo lực xảy ra đã làm 1.200 người chết và 6.000 tòa nhà bị phá hủy. Phần lớn các cuộc bạo loạn nhắm vào người Indonesia gốc Hoa. Sau đó, Suharto đã từ chức tổng thống, và Jakarta vẫn là trọng tâm của sự thay đổi dân chủ ở Indonesia.
Các vụ đánh bom liên quan đến Jemaah Islamiah xảy ra gần như hàng năm ở thành phố từ năm 2000 đến 2005, với một vụ khác vào năm 2009. Vào tháng 8 năm 2007, Jakarta tổ chức cuộc bầu cử đầu tiên để chọn một thống đốc như một phần của chương trình phân cấp toàn quốc cho phép bầu cử địa phương trực tiếp ở một số khu vực. Trước đây, các thống đốc được bầu bởi cơ quan lập pháp của thành phố.
Trong nhiệm kỳ của tổng thống Joko Widodo, chính phủ đã thông qua kế hoạch dời thủ đô của Indonesia về Đông Kalimantan.
Giữa năm 2016 và 2017, một loạt vụ tấn công khủng bố đã làm rung chuyển Jakarta với nhiều cảnh đánh bom liều chết và xả súng. Do bị nghi ngờ có liên hệ với vụ khủng bố này, nhà nước Hồi giáo tự xưng IS, thủ phạm do Abu Bakr al-Baghdadi đứng đầu đã lên tiếng nhận trách nhiệm về các vụ tấn công kể trên.

## Hành chính

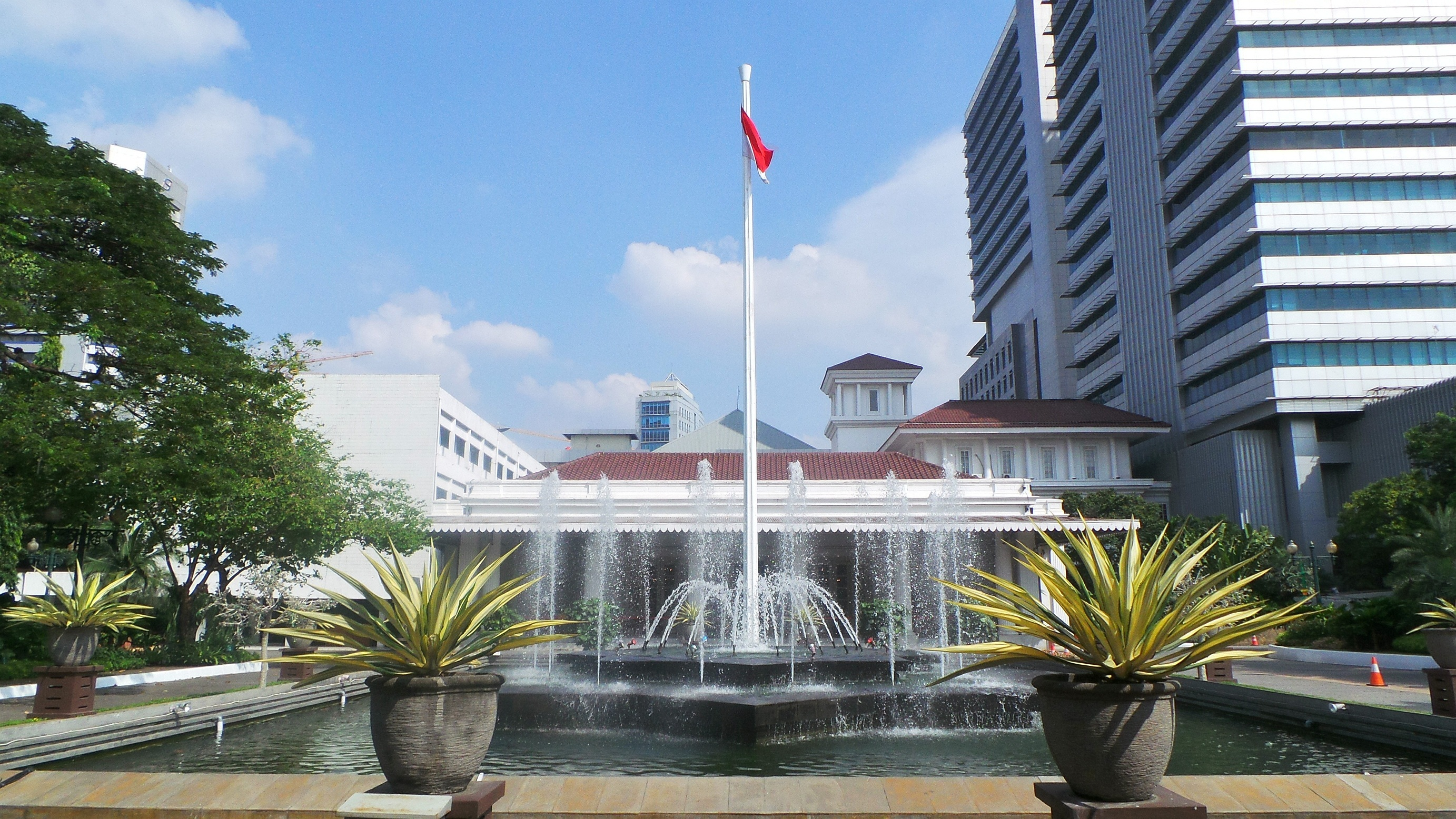
Văn phòng tỉnh trưởng Jakarta tại Tòa thị chính Jakarta.

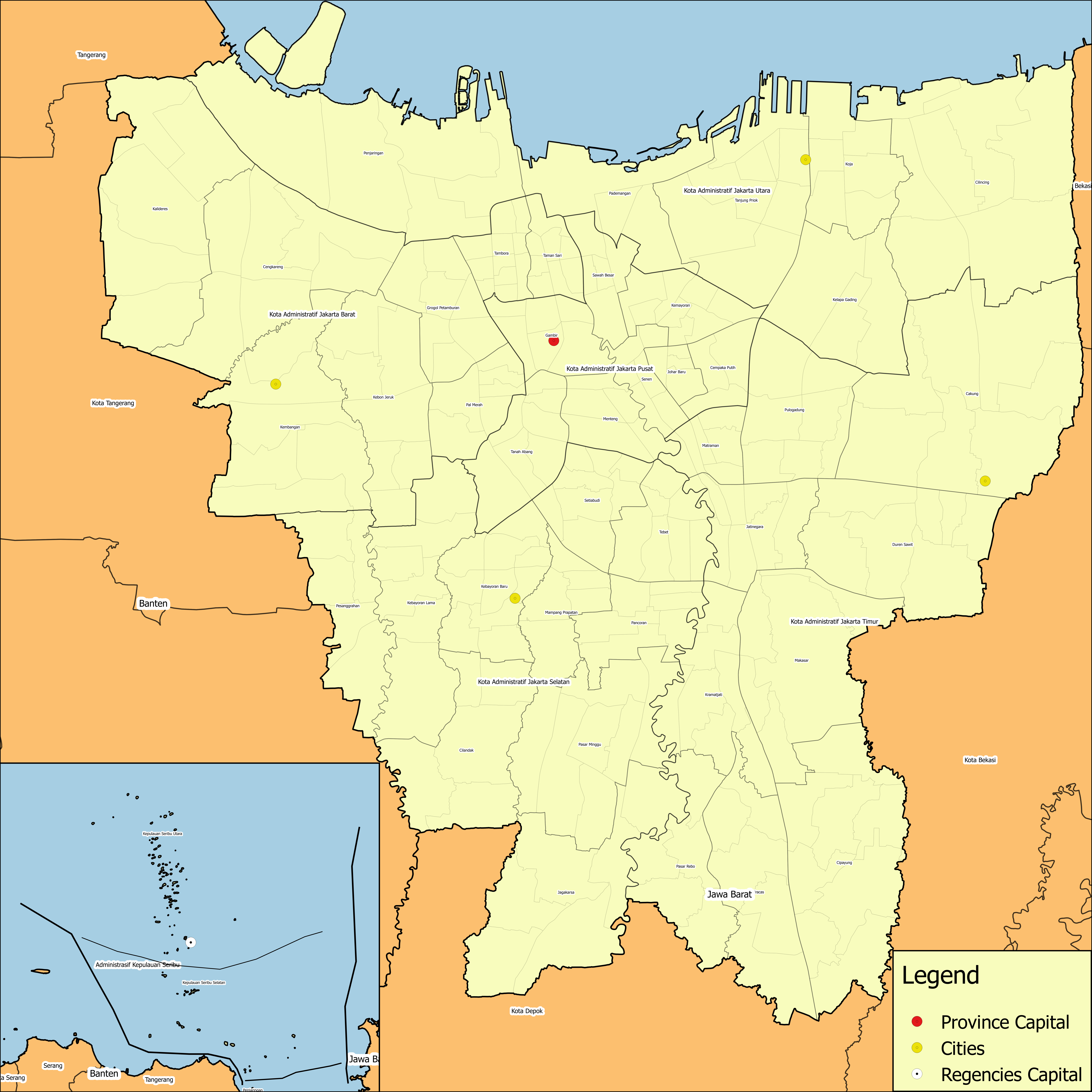
Bản đồ các đơn vị hành chính (Kota administratif) của tỉnh Jakarta. Chính phủ Ngàn đảo (ở phía bắc) không được hiển thị. Mỗi thành phố hành chính lại được chia thành các quận (Kecamatan).

Về mặt chính thức, Jakarta không phải là một thành phố mà là một tỉnh với tư cách đặc biệt là thủ đô của Indonesia. Jakarta gồm năm thành phố (kotamadya) và một huyện. Jakarta được quản lý như nhiều tỉnh khác của Indonesia. Đứng đầu bộ máy hành pháp Jakarta là tỉnh trưởng. Còn mỗi thành phố của nó được đứng đầu bởi một thị trưởng. Đứng đầu mỗi huyện là một huyện trưởng.
Các khu vực của Jakarta:
- Trung Jakarta (Jakarta Pusat): là vùng nhỏ nhất và trung tâm hành chính và chính trị của Jakarta. Nó được chia thành tám quận. Nó được đặc trưng bởi các công viên lớn và các tòa nhà thuộc địa Hà Lan. Các địa danh bao gồm Đài tưởng niệm Quốc gia (Monas), Nhà thờ Hồi giáo Istiqlal, Nhà thờ lớn Jakarta và các bảo tàng.
- Đông Jakarta (Jakarta Timur): lãnh thổ được đặc trưng bởi một số ngành công nghiệp. Cũng nằm ở Đông Jakarta là công viên Taman Mini Indonesia Indah và Sân bay quốc tế Halim Perdanakusuma. Vùng này có mười quận.
- Bắc Jakarta (Jakarta Utara): được bao bọc bởi biển Java. Đó là vị trí của cảng Tanjung Priok. Các ngành công nghiệp quy mô lớn và vừa tập trung ở đó. Nó bao gồm một phần của Phố cổ Jakarta, là trung tâm của hoạt động thương mại VOC trong thời kỳ thuộc địa. Cũng nằm ở Bắc Jakarta là Ancol Dreamland (Taman Impian Jaya Ancol), khu du lịch tổng hợp lớn nhất ở Đông Nam Á. Bắc Jakarta được chia thành sáu quận.
- Nam Jakarta (Jakarta Selatan): ban đầu được quy hoạch là một thành phố vệ tinh, nay là nơi tọa lạc của các trung tâm mua sắm cao cấp và khu dân cư giàu có. Nó có mười quận và có chức năng như vùng đệm nước ngầm của Jakarta nhưng gần đây các khu vực vành đai xanh đang bị đe dọa bởi những dự án phát triển mới. Phần lớn khu thương mại trung tâm tập trung ở Kebayoran Baru, Setiabudi, một phần nhỏ ở Tebet, Pancoran, Mampang Prapatan, và giáp khu vực Tanah Abang/Sudirman của Trung tâm Jakarta. Khu vực này được gọi là "Tam giác vàng Jakarta".
- Tây Jakarta (Jakarta Barat): có mức độ tập trung cao nhất của thành phố về các ngành công nghiệp quy mô nhỏ. Nó có tám quận. Khu vực này bao gồm khu phố người Hoa của Jakarta và các địa danh thuộc địa của Hà Lan như tòa nhà Langgam của Trung Quốc và Toko Merah. Nó bao gồm một phần của Phố cổ Jakarta.

Huyện duy nhất của Jakarta là:
- Ngàn đảo (Kepulauan Seribu), trước đây là một phó huyện của Bắc Jakarta. Nó là một tập hợp gồm 105 hòn đảo nhỏ nằm trên biển Java. Nó có giá trị bảo tồn cao vì hệ sinh thái độc đáo của nó. Du lịch biển, chẳng hạn như lặn biển, đi xe đạp nước và lướt ván buồm, là những hoạt động du lịch chính trong lãnh thổ này. Phương tiện di chuyển chính giữa các đảo là tàu cao tốc hoặc phà nhỏ.

## Địa lý và khí hậu

### Địa lý

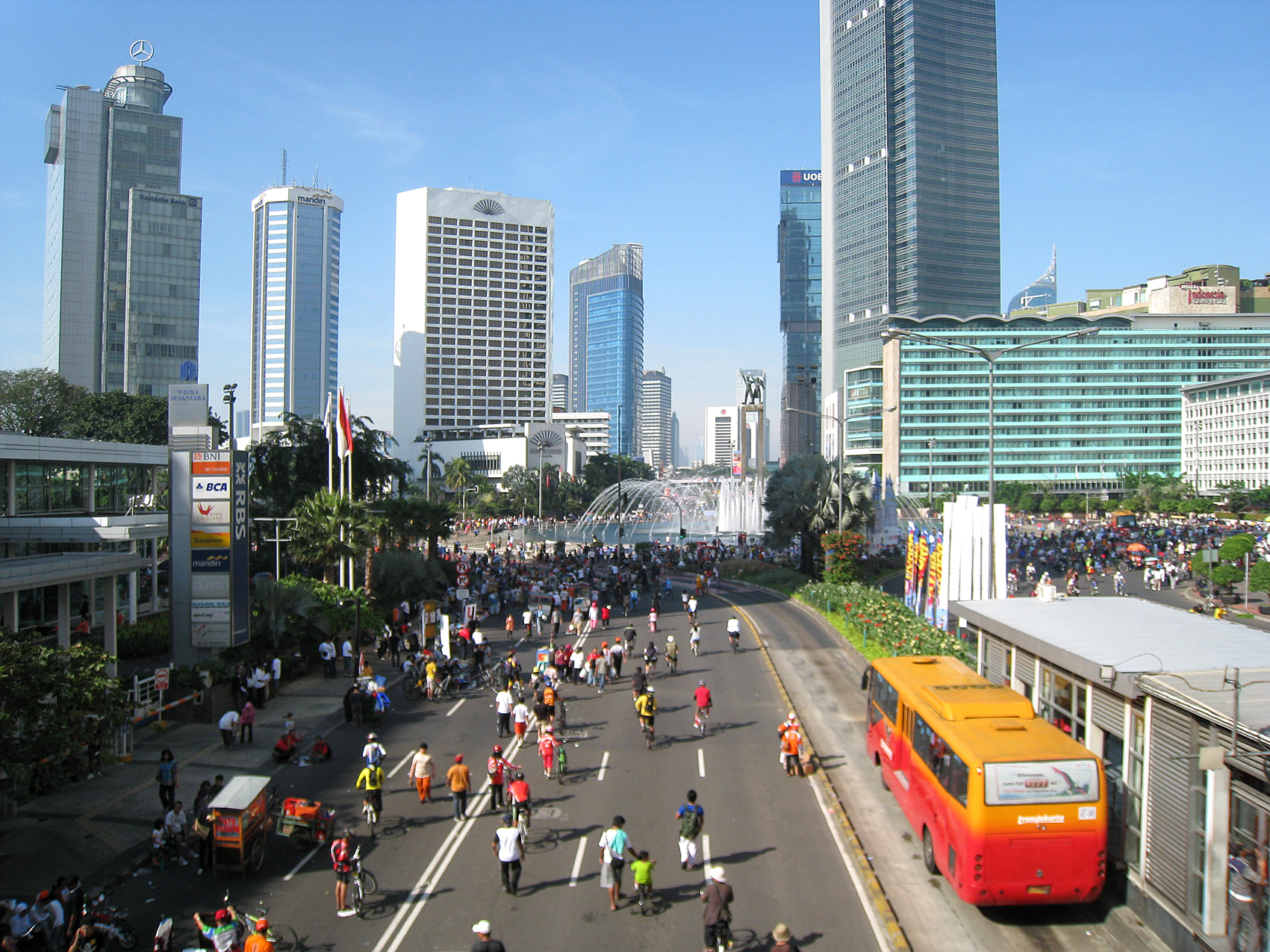
Người dân đi bộ, chạy bộ, tập thể dục và đi xe đạp qua các đại lộ chính tại Jakarta trong ngày cấm xe lưu thông, vào ngày chủ nhật cuối cùng của mỗi tháng.

Jakarta nằm trên bờ biển tây bắc của đảo Java, tại cửa sông Ciliwung đổ ra vịnh Jakarta, một phần của biển Java. Về chính thức thì khu vực quận đặc biệt Jakarta có diện tích đất liền là 662 km2 (256 dặm vuông Anh) và 6,977 km2 (3 dặm vuông Anh) diện tích mặt nước. Nghìn đảo là một đơn vị hành chính của Jakarta, nằm trong vịnh Jakarta ở phía bắc của thành phố. Đây là một trong hai thủ đô duy nhất của châu Á (bên cạnh Dilli của Đông Timor) nằm ở Nam bán cầu.
Jakarta nằm ở phần thấp và bằng phẳng của lưu vực với độ cao trung bình 7 mét (23 ft) trên mực nước biển trung bình; 40% của Jakarta, đặc biệt là phía bắc thấp hơn mực nước biển, trong khi phần phía nam chủ yếu là đồi. Các sông đổ ra từ cao nguyên Puncak ở phía nam của thành phố, chảy qua thành phố về phía bắc đổ ra biển Java; sông Ciliwung chia thành ph61 thành phía tây và đông. Các sông khác gồm Pesanggrahan, và Sunter. Tất cả các sông này kết hợp với mùa mưa ẩm ướt và hệ thống thoát nước không đủ làm cho Jakarta phản đối mặt với lũ. Hơn nữa, Jakarta đang chìm với tốc độ 5–10 cm mỗi năm, thậm chí lên đến 20 cm ở các khu vực bờ biển phía bắc. Để giải quyết vấn đề này, Hà Lan sẽ chi 4 tỉ USD cho nghiên cứu khả thi để xây dựng một đê xung quanh vịnh Jakarta.

### Khí hậu
Jakarta có khí hậu nhiệt đới gió mùa theo phân loại khí hậu Köppen. Do nằm tương đối gần xích đạo, thành phố có các mùa khô và mưa rõ rệt cùng với nhiệt độ cao đều quanh năm. Mùa mưa ở Jakarta từ tháng 11 đến tháng 6 và mùa khô diễn ra trong các tháng còn lại. Nằm trên bờ tây Java, mùa mưa ở Jakarta đạt đỉnh vào tháng 1 và tháng 2 với lượng mưa trung bình tháng đạt 299,7 milimét (11,80 in), và mùa khô lượng mưa thấp nhất vào tháng 8 với lượng mưa trung bình 43,2 milimét (1,70 in).
| Dữ liệu khí hậu của Jakarta                                    | Dữ liệu khí hậu của Jakarta | Dữ liệu khí hậu của Jakarta | Dữ liệu khí hậu của Jakarta | Dữ liệu khí hậu của Jakarta | Dữ liệu khí hậu của Jakarta | Dữ liệu khí hậu của Jakarta | Dữ liệu khí hậu của Jakarta | Dữ liệu khí hậu của Jakarta | Dữ liệu khí hậu của Jakarta | Dữ liệu khí hậu của Jakarta | Dữ liệu khí hậu của Jakarta | Dữ liệu khí hậu của Jakarta | Dữ liệu khí hậu của Jakarta |
| Tháng                                                          | 1                           | 2                           | 3                           | 4                           | 5                           | 6                           | 7                           | 8                           | 9                           | 10                          | 11                          | 12                          | Năm                         |
| -------------------------------------------------------------- | --------------------------- | --------------------------- | --------------------------- | --------------------------- | --------------------------- | --------------------------- | --------------------------- | --------------------------- | --------------------------- | --------------------------- | --------------------------- | --------------------------- | --------------------------- |
| Trung bình ngày tối đa °C (°F)                                 | 31.5 (88.7)                 | 32.3 (90.1)                 | 32.5 (90.5)                 | 33.5 (92.3)                 | 33.5 (92.3)                 | 34.3 (93.7)                 | 33.3 (91.9)                 | 33.0 (91.4)                 | 32.0 (89.6)                 | 31.7 (89.1)                 | 31.3 (88.3)                 | 32.0 (89.6)                 | 32.6 (90.7)                 |
| Tối thiểu trung bình ngày °C (°F)                              | 24.2 (75.6)                 | 24.3 (75.7)                 | 25.2 (77.4)                 | 25.1 (77.2)                 | 25.4 (77.7)                 | 24.9 (76.8)                 | 25.1 (77.2)                 | 24.9 (76.8)                 | 25.5 (77.9)                 | 25.5 (77.9)                 | 24.9 (76.8)                 | 24.9 (76.8)                 | 24.8 (76.6)                 |
| Lượng mưa trung bình mm (inches)                               | 389.7 (15.34)               | 309.8 (12.20)               | 100.3 (3.95)                | 257.8 (10.15)               | 139.4 (5.49)                | 83.1 (3.27)                 | 30.8 (1.21)                 | 34.2 (1.35)                 | 30.0 (1.18)                 | 33.1 (1.30)                 | 175.0 (6.89)                | 123.0 (4.84)                | 1.706,2 (67.17)             |
| Số ngày mưa trung bình                                         | 26                          | 20                          | 15                          | 18                          | 13                          | 17                          | 5                           | 5                           | 6                           | 9                           | 22                          | 12                          | 168                         |
| Độ ẩm tương đối trung bình (%)                                 | 85                          | 85                          | 83                          | 82                          | 82                          | 81                          | 78                          | 76                          | 75                          | 77                          | 81                          | 82                          | 81                          |
| Số giờ nắng trung bình tháng                                   | 189                         | 182                         | 239                         | 255                         | 260                         | 255                         | 282                         | 295                         | 288                         | 279                         | 231                         | 220                         | 2.975                       |
| Nguồn 1: Tổ chức Khí tượng thế giới                            |                             |                             |                             |                             |                             |                             |                             |                             |                             |                             |                             |                             |                             |
| Nguồn 2: Viện Khí tượng Đan Mạch (giờ nắng và độ ẩm tương đối) |                             |                             |                             |                             |                             |                             |                             |                             |                             |                             |                             |                             |                             |

## Nhân khẩu

### Dân số
Kể từ năm 1950, Jakarta đã thu hút dân cư từ mọi nơi ở Java và các hòn đảo khác của Indonesia đổ về. Dòng người nhập cư đến Jakarta vì những lý do kinh tế như cơ hội việc làm cao hơn so với quê nhà. Cuộc điều tra dân số năm 1961 cho thấy chỉ có 51% dân số thành phố đã được sinh ra ở Jakarta. Từ năm 1961 đến năm 1980, dân số Jakarta tăng gấp đôi và trong giai đoạn 1980-1990, dân số thành phố tăng trưởng hàng năm 3,7%.
Cuộc Tổng điều tra năm 2010 đã công bố dân số thành phố là khoảng 9,58 triệu người, cao hơn tất cả các ước tính của chính phủ. Theo tài liệu của chính phủ, dân số đứng ở mức 10.187.595 vào năm 2011 và 9.761.407 vào năm 2012. Tính đến năm 2014, dân số đứng ở mức 10.075.310 người. Doki Jakarta có diện tích 664 km2, có mật độ dân số 15.174 người / km2. Nhập cư vào trong có khuynh hướng phủ nhận hiệu quả của các chương trình kế hoạch hóa gia đình. Trong khi dân số của Đại đô thị Jakarta (Vùng Jabodetabek) đã tăng từ 8,2 triệu năm 1970 lên đến 28,5 triệu trong năm 2010. Dân số nội ô thủ đô tăng từ 4,5 triệu người vào năm 1970 lên hơn 9,5 triệu người vào năm 2010. Vào năm 2014, dân số của Đại đô thị Jakarta là 30.326.103, chiếm 11% tổng dân số Indonesia. Tỷ lệ giới tính là 102,8 (nam trên 100 nữ) trong năm 2010 và 101,3 trong năm 2014.

### Dân tộc và ngôn ngữ
| Sắc tộc ở Jakarta – thống kê năm 2010 | Sắc tộc ở Jakarta – thống kê năm 2010 | Sắc tộc ở Jakarta – thống kê năm 2010 | Sắc tộc ở Jakarta – thống kê năm 2010 | Sắc tộc ở Jakarta – thống kê năm 2010 |
| ------------------------------------- | ------------------------------------- | ------------------------------------- | ------------------------------------- | ------------------------------------- |
| nhóm dân tộc                          | nhóm dân tộc                          |                                       | phần trăm                             | phần trăm                             |
| Java                                  | Java                                  |                                       | 36.17%                                | 36.17%                                |
| Betawi                                | Betawi                                |                                       | 28.29%                                | 28.29%                                |
| Sunda                                 | Sunda                                 |                                       | 14.61%                                | 14.61%                                |
| Hoa                                   | Hoa                                   |                                       | 6.62%                                 | 6.62%                                 |
| Batak                                 | Batak                                 |                                       | 3.42%                                 | 3.42%                                 |
| Minangkabau                           | Minangkabau                           |                                       | 2.85%                                 | 2.85%                                 |
| Mã Lai                                | Mã Lai                                |                                       | 0.96%                                 | 0.96%                                 |
| Khác                                  | Khác                                  |                                       | 7.08%                                 | 7.08%                                 |

Jakarta là một thành phố đa dạng sắc tộc và tôn giáo. Vào năm 2000, 35,16% dân số của thành phố là Java, 27,65% Betawi, 15,27% Sunda, 5,553% người Hoa, 3,61% Batak, 3,18% Minangkabau và 1,62% người Mã Lai. Và đến năm 2010 theo Tổng điều tra, 36,17% dân số của thành phố là Java, 28,24% Betawi, 14,61% Sunda, 6,62% Hoa, 3,42% Batak, 2,85% Minangkabau, 0,96% người Mã Lai và 7,08% dân tộc khác.
Betawi (Orang Betawi, hay "người Batavia") là con cháu của những người sống trong và xung quanh Batavia, và được công nhận là một nhóm dân tộc từ khoảng thế kỷ 18-19. Những người Betawi phần lớn là hậu duệ từ các nhóm dân tộc Đông Nam Á khác nhau mang theo hoặc thu hút Batavia để đáp ứng nhu cầu lao động và bao gồm những người từ các vùng khác nhau của Indonesia. Người Betawi là một dân tộc Creole đến từ nhiều nơi khác nhau của Indonesia và kết hôn với người Hoa, Ả Rập và Âu châu. Ngày nay, hầu hết Betawi hình thành một thiểu số trong thành phố; hầu hết họ sống ở các khu vực rìa của Jakarta và hầu như không có khu vực nào mà Betawi chiếm ưu thế ở trung tâm Jakarta. Làng Setu Babakan ở trung tâm thành phố là nơi còn gìn giữ và bảo tồn trọn vẹn nét văn hóa Betawi.
Đã có một cộng đồng người Hoa ở Jakarta trong nhiều thế kỷ. Jakarta là nơi có số người Hoa lớn nhất trên đảo Java. Người Hoa ở Jakarta thường sống quanh các khu đô thị cũ, chẳng hạn như khu Pinangsia, Pluit và Glodok (nằm trong khu phố người Hoa của Jakarta). Họ cũng có thể tìm thấy ở những khu phố người Hoa cũ của Senen và Jatinegara. Về mặt chính thức, người Hoa chiếm 5,53% dân số Jakarta, mặc dù con số này có thể bị báo cáo thấp.
Người Sumatra của thành phố rất đa dạng. Theo Tổng điều tra 2010, có khoảng 346.000 người Batak, 305.000 người Minangkabau và 155.000 người Mã Lai sinh sống trong thành phố. Nhóm dân tộc Batak đã tăng lên từ thứ 8 năm 1930 đến thứ 5 vào năm 2000. Toba Batak là nhóm người Batak lớn nhất ở Jakarta. Bên cạnh người Hoa, người Minangkabau cũng là thương gia, người bán rong và thợ thủ công, bên cạnh những công việc trong ngành nghề cổ áo trắng: bác sĩ, giáo viên và nhà báo.
Bahasa Indonesia là ngôn ngữ chính thức cũng như ngôn ngữ được nói nhiều nhất ở Jakarta. Tiếng Anh được sử dụng rộng rãi như ngôn ngữ thứ hai (đặc biệt ở khu vực Trung và Nam Jakarta), trong khi một số người cao tuổi có thể nói được tiếng Hà Lan. Mỗi nhóm dân tộc sử dụng ngôn ngữ mẹ đẻ ở nhà, như Betawi, Java, Sunda, Madure, Batak, Minangkabau và Hoa. Ngôn ngữ Betawi khác với tiếng Sunda hoặc tiếng Java, hình thành nên một hòn đảo ngôn ngữ ở khu vực xung quanh. Ngôn ngữ chủ yếu dựa vào phương ngữ Đông Malay và được làm giàu bằng các từ vay mượn từ Hà Lan, Bồ Đào Nha, Sunda, Java, Minangkabau, Trung Quốc và Ả Rập. Ngày nay, tiếng địa phương Jakarta (Bahasa Jakarta), được sử dụng như một ngôn ngữ đường phố của người dân ở Jakarta, là dựa trên ngôn ngữ của Betawi.

### Tôn giáo
| Tôn giáo ở Jakarta (2017) | Tôn giáo ở Jakarta (2017) | Tôn giáo ở Jakarta (2017) | Tôn giáo ở Jakarta (2017) | Tôn giáo ở Jakarta (2017) |
| ------------------------- | ------------------------- | ------------------------- | ------------------------- | ------------------------- |
| Tôn giáo                  | Tôn giáo                  |                           | Tỷ lệ                     | Tỷ lệ                     |
| Hồi giáo                  | Hồi giáo                  |                           | 83.43%                    | 83.43%                    |
| Tin lành                  | Tin lành                  |                           | 8.63%                     | 8.63%                     |
| Công giáo Roma            | Công giáo Roma            |                           | 4.00%                     | 4.00%                     |
| Phật giáo                 | Phật giáo                 |                           | 3.74%                     | 3.74%                     |
| Ấn Độ giáo                | Ấn Độ giáo                |                           | 0.19%                     | 0.19%                     |
| Nho giáo                  | Nho giáo                  |                           | 0.01%                     | 0.01%                     |
| Tôn giáo truyền thống     | Tôn giáo truyền thống     |                           | 0.00%                     | 0.00%                     |

Theo điều tra dân số năm 2010, dân số Jakarta có 85,36% người theo Hồi giáo, 7,55% người theo đạo Tin Lành, 3,30% Phật giáo, 3,15% La Mã Công giáo, 0,21% Hindu, và 0,06% Khổng giáo. Phần lớn dân theo đạo Hồi ở Jakarta là những người Hồi giáo Sunni.
Hầu hết các trường bán trú Hồi giáo ở Jakarta đều có liên kết với các nhà truyền thống Nahdlatul Ulama, các tổ chức hiện đại phục vụ cho một tầng lớp kinh tế xã hội của các tầng lớp tinh hoa và các thương gia buôn bán có học vấn. Họ ưu tiên cho giáo dục, các chương trình phúc lợi xã hội và các hoạt động truyền giáo. Nhiều tổ chức Hồi giáo có trụ sở tại Jakarta, bao gồm Nahdlatul Ulama, Hội đồng Ulema Indonesia, Muhammadiyah, Jaringan Islam Liberal, và Mặt trận Pembela Hồi giáo.
Dữ liệu từ Cục Thống kê Jakarta vào ngày 17 tháng 7 năm 2017 cho thấy dân số Jakarta theo Hồi giáo là 83,43%, đạo Tin Lành 8,63%, Công giáo 4,0%, Phật giáo 3,74%, Hindu 0,19% và Khổng giáo 0,01%. Có 231 người theo tôn giáo dân gian.
Những người Công giáo La mã có một vị Tổng giám mục, Tổng Giáo phận Jakarta, bao gồm Tây Java là một phần của tỉnh giáo hội. Jakarta cũng là nơi có số tín đồ Phật giáo lớn nhất ở đảo Java, nơi mà hầu hết tín đồ là người Hoa. Các trường phái Phật giáo được thực hành ở Indonesia khác nhau, bao gồm Thượng tọa bộ, Đại thừa, Kim cương thừa và Tam giáo. Thành phố cũng có cộng đồng người theo Hindu giáo, chủ yếu là người Bali và Ấn Độ. Ngoài ra còn có sự hiện diện của cộng đồng Sikh giáo và Baháʼí giáo ở Jakarta.

Nhà thờ Istiqlal là nhà thờ Hồi giáo lớn nhất Đông Nam Á
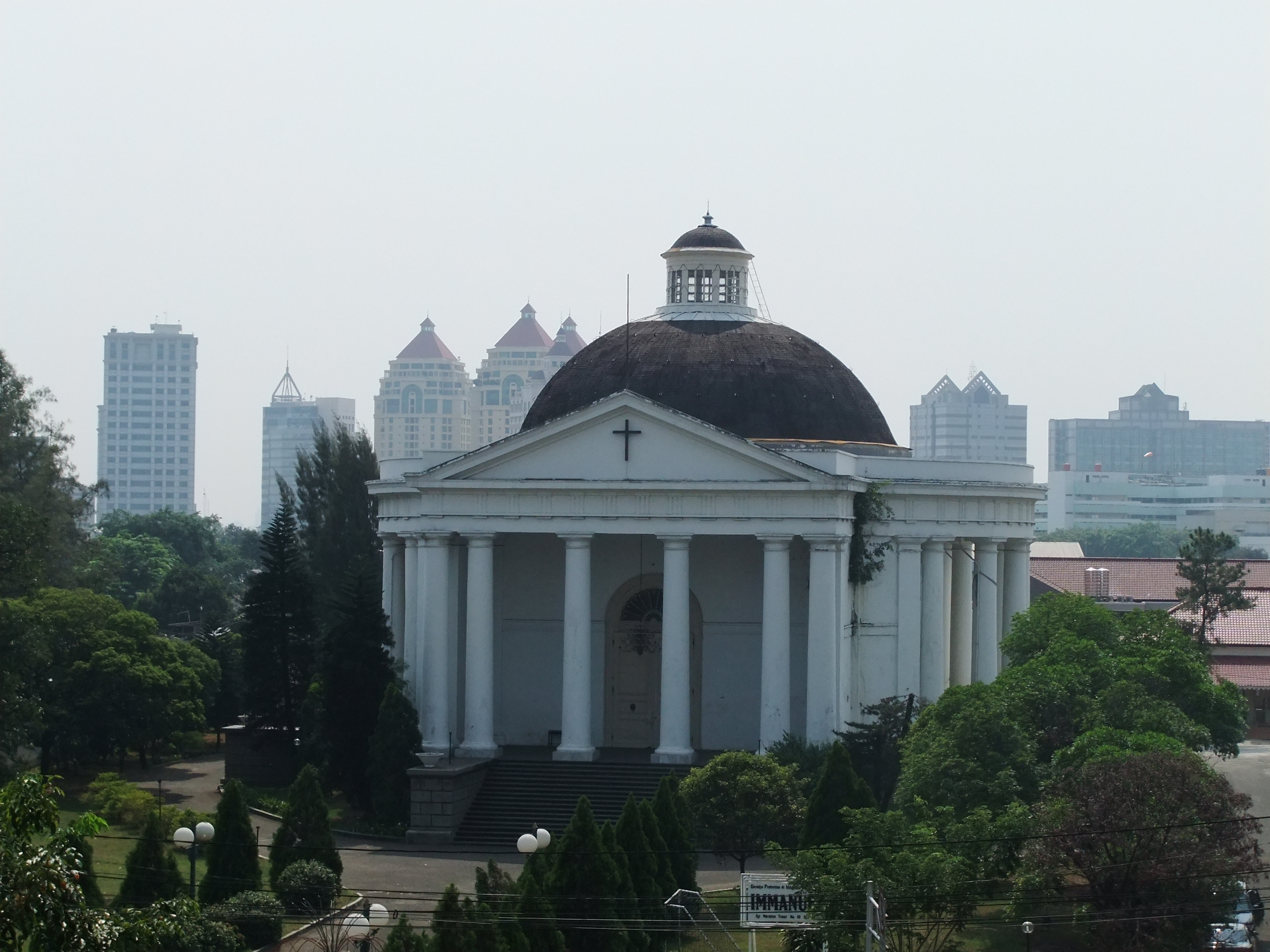
Nhà thờ Immanuel là nhà thờ Tin Lành ở Jakarta, được xem là một trong những nhà thờ lâu đời nhất ở Indonesia
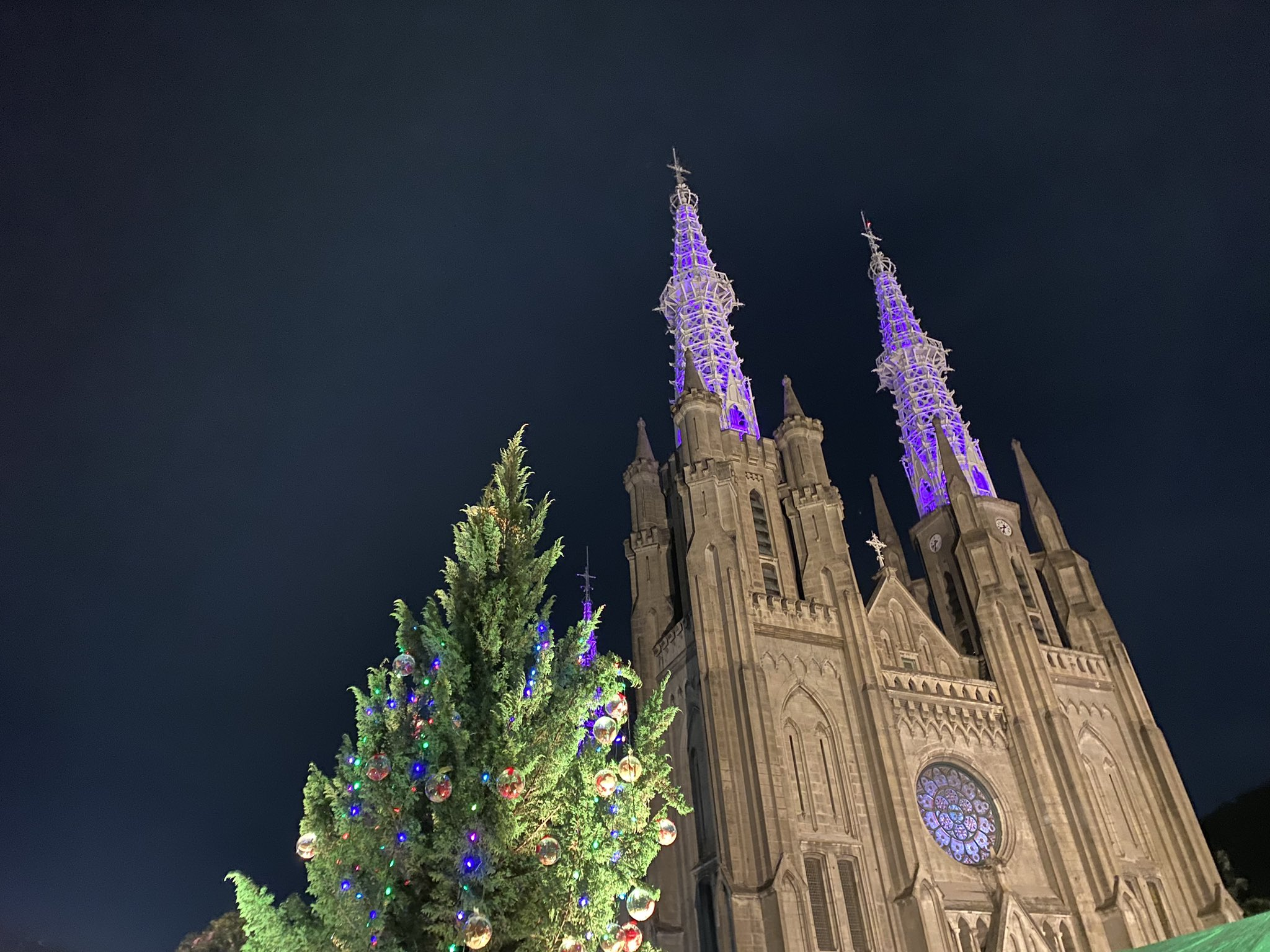
Nhà thờ St.Mary Jakarta, một trong những nhà thờ Công giáo lâu đời nhất Jakarta
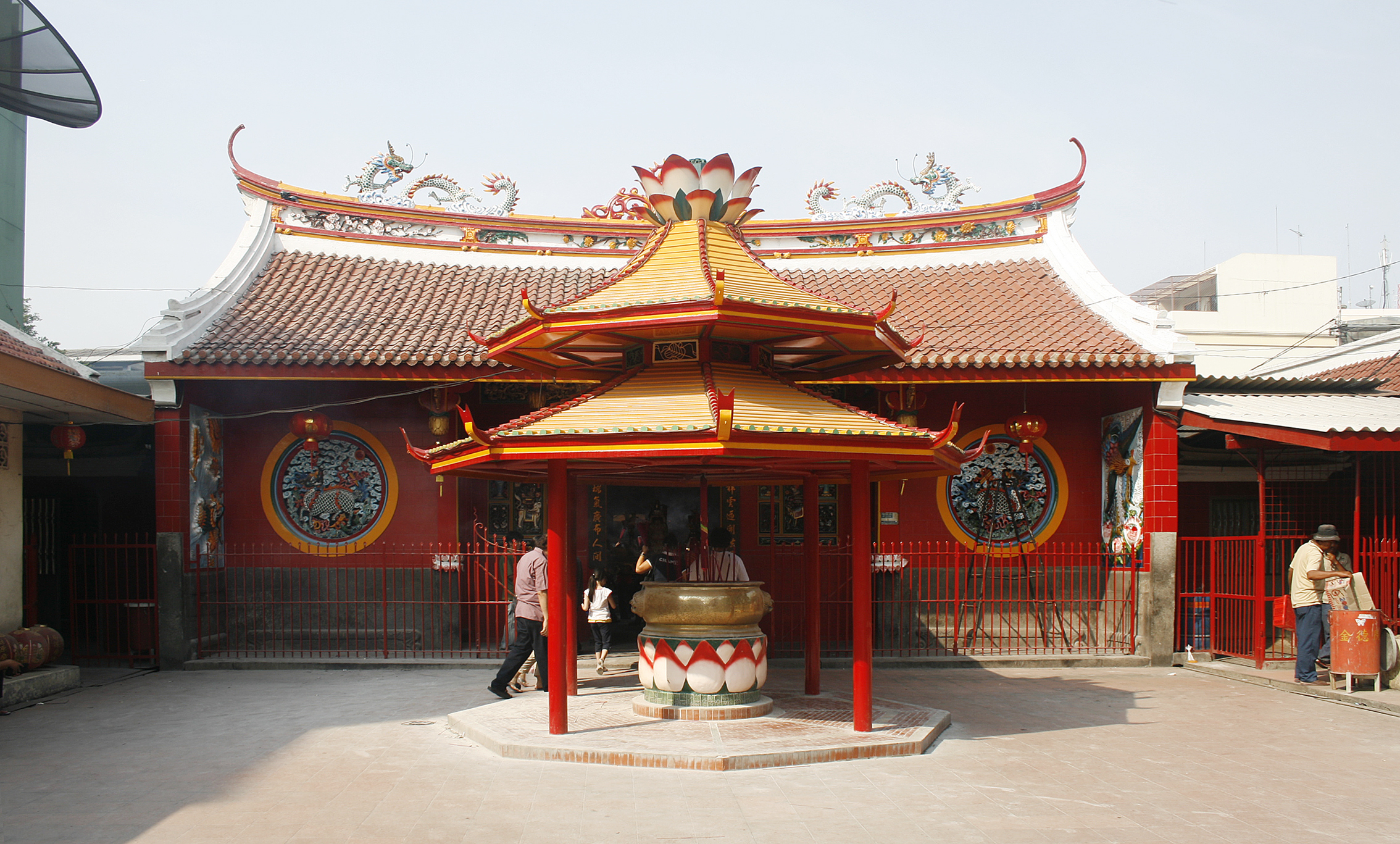
Chùa Kim Tek Ie, chùa Tam giáo (Nho giáo-Lão giáo-Phật giáo Đại thừa) cổ nhất ở Jakarta
Tịnh xá Jakarta Dhammacakka Jaya, ngôi đền Thượng tọa bộ Phật giáo đầu tiên ở Jakarta
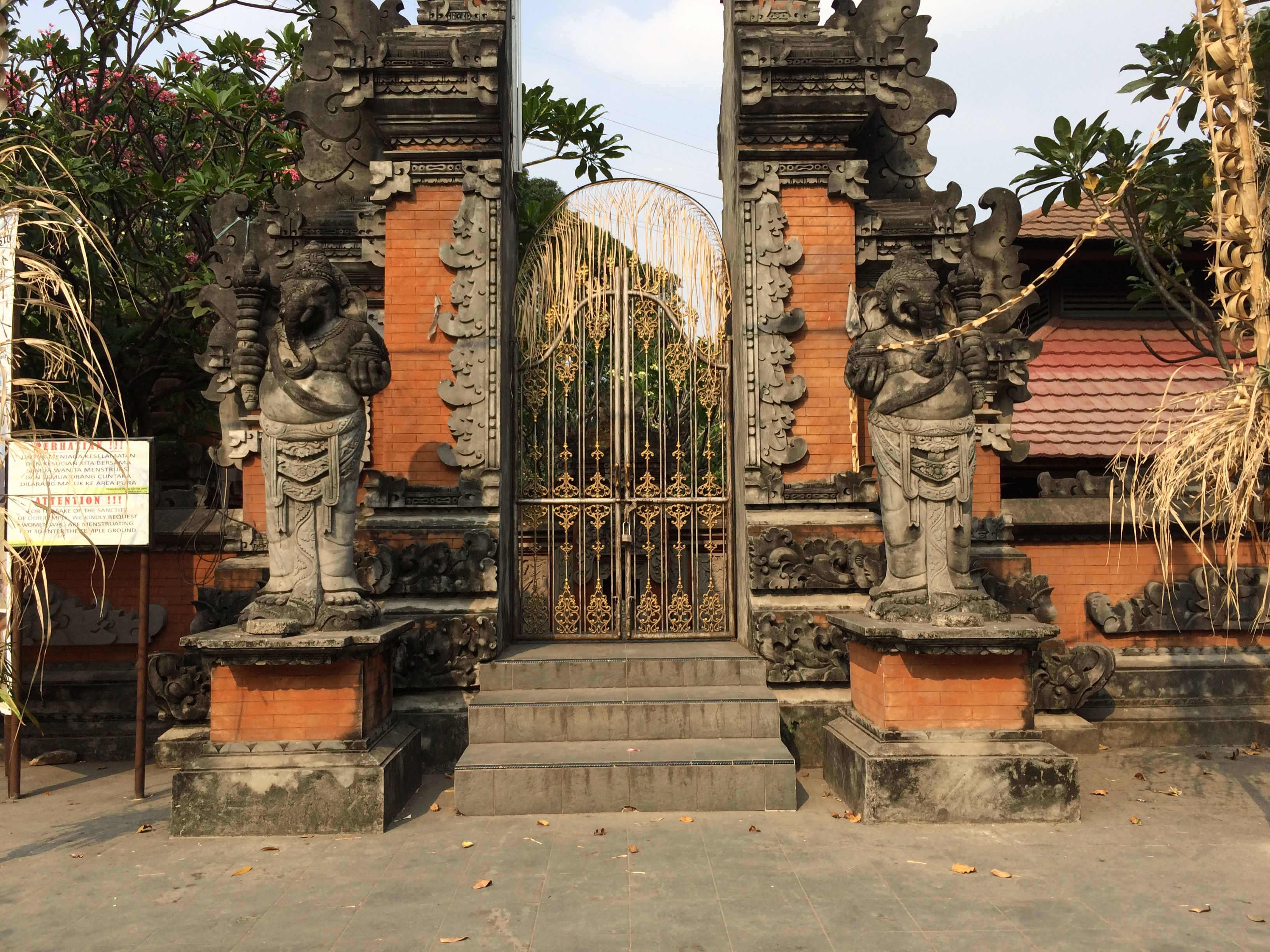
Đền Ấn Độ giáo Bali Aditya Jaya, Rawamangun, Đông Jakarta

## Kinh tế

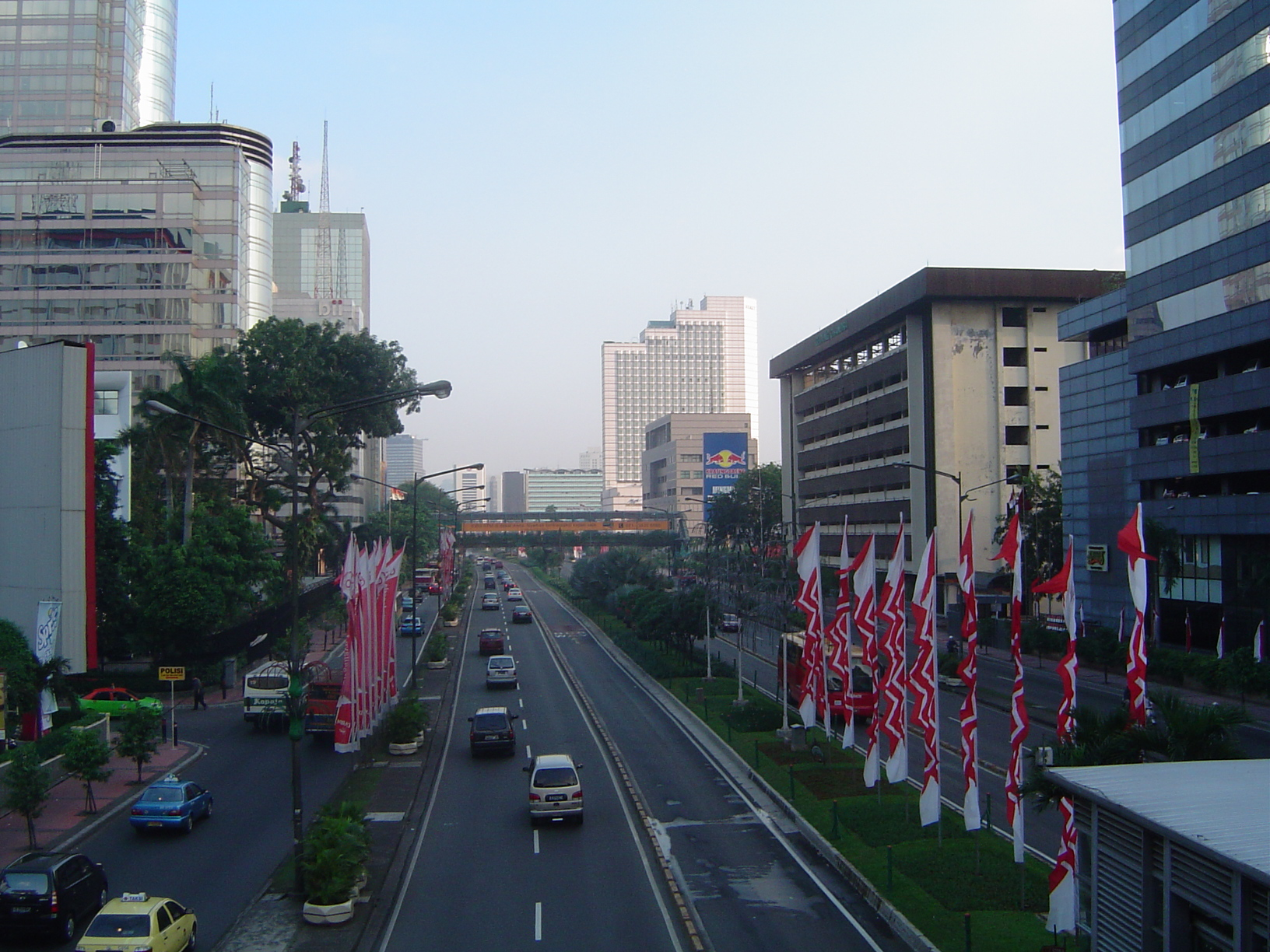
Trung tâm thành phố Jakarta

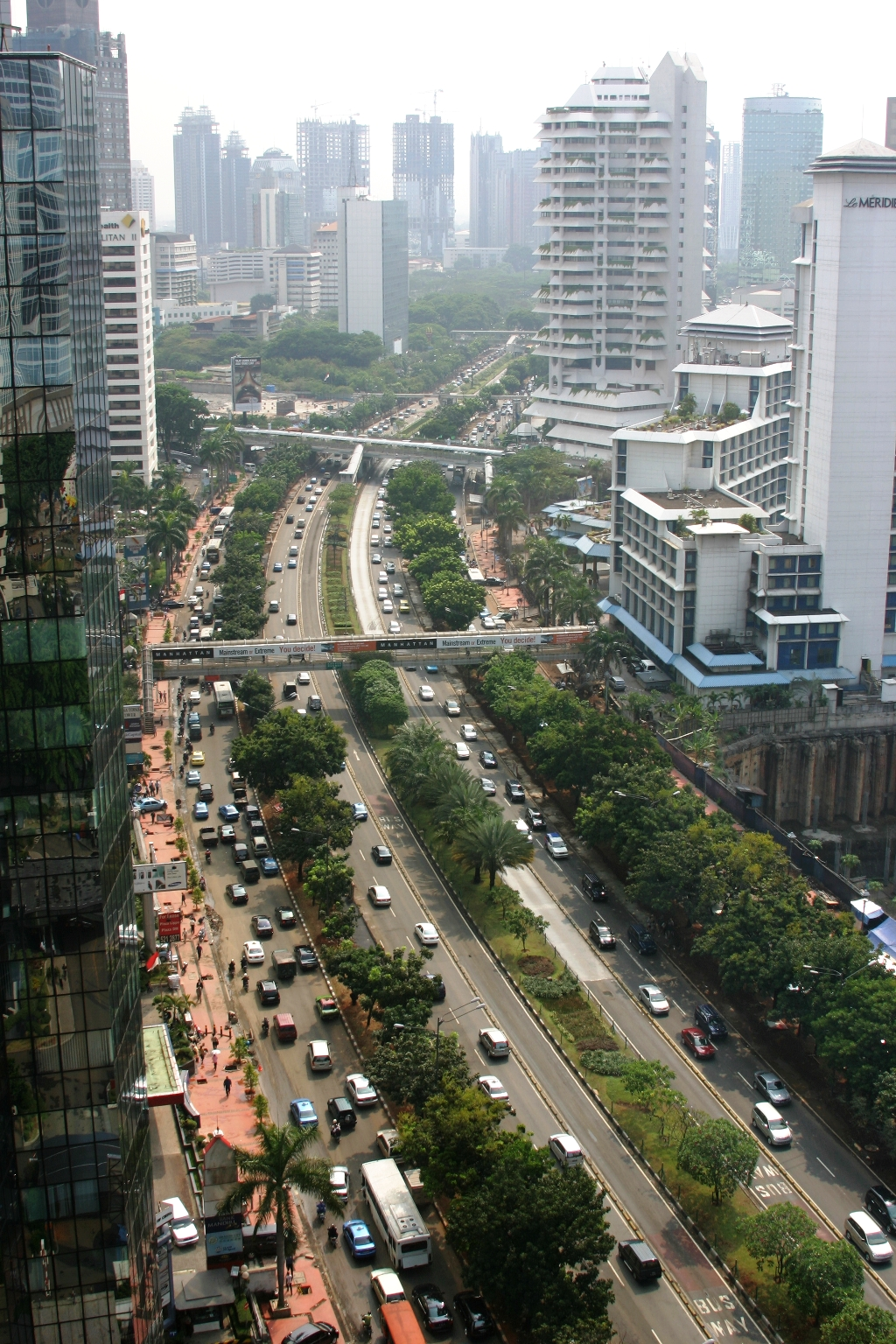
Jalan Jenderal Sudirman, đại lộ chính của Jakarta và là quận bận rộn nhất thành phố

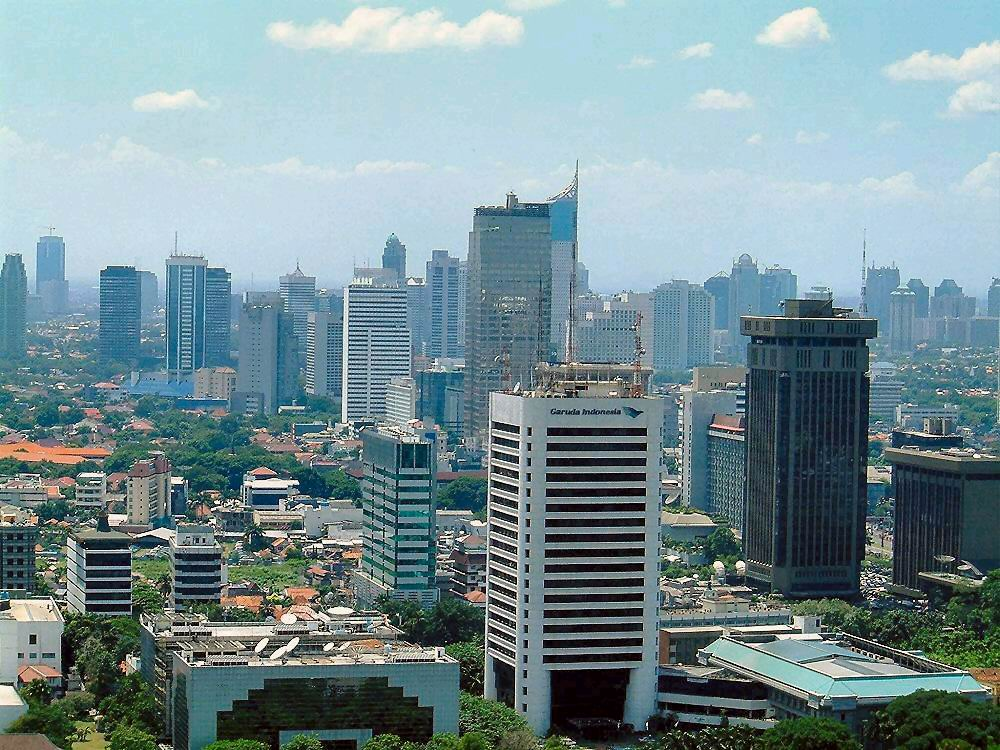
Khu cao ốc của Jakarta

Indonesia là nền kinh tế lớn nhất của khối ASEAN và Jakarta cũng đóng vai trò là trung tâm kinh tế của Indonesia. Thành phố này đã tạo ra khoảng một phần sáu GDP của Indonesia trong năm 2008. GDP danh nghĩa của DKI Jakarta là 483,8 tỷ USD vào năm 2016, chiếm 17,5% GDP danh nghĩa của Indonesia. Jakarta đứng thứ 67 trong Chỉ số tài chính toàn cầu Index 21 do Z / Yen công bố. Thành phố xếp hạng cao hơn ở 62 trong Chỉ số tài chính toàn cầu Index 22, xuất bản vào tháng 9 năm 2017. Jakarta đứng ở vị trí 41 trong Chỉ số Thành phố Thế giới về Sức mạnh của The Mori Memorial Foundation năm 2017. Cuộc khảo sát gần đây của EIU xếp hạng Jakarta ở vị trí thứ 8 trong số 45 thành phố thế giới với sự tự tin cao nhất trong môi trường chuyển đổi kỹ thuật số, đánh bại Luân Đôn, Madrid, New York, cũng như người hàng xóm gần nhất của mình, Singapore.
Kinh tế của Jakarta phụ thuộc rất nhiều vào các lĩnh vực dịch vụ, ngân hàng, kinh doanh, tài chính, và sản xuất. Hầu hết các ngành ở Jakarta bao gồm điện tử, ô tô, hóa chất, cơ khí và khoa học sinh học. Jakarta có văn phòng trụ sở của Ngân hàng Indonesia cũng như Sở giao dịch chứng khoán Jakarta, nơi là trụ sở chính của Sở Giao dịch Chứng khoán Ngân hàng Indonesia. Hầu hết các DNNN như Pertamina, PLN, PGN, Angkasa Pura, BULOG, Telkomsel, Waskita hoạt động từ trụ sở chính của họ trong thành phố. Các tập đoàn lớn của Indonesia vẫn duy trì trụ sở tại Jakarta. Các tập đoàn lớn có trụ sở chính tại thành phố là Salim Group, Sinar Mas Group, Astra International, Lippo Group, Bakrie Group, Ciputra Group, Agung Podomoro Group, Unilever Indonesia, Djarum, Gudang Garam, Kompas Gramedia, Lion Air, Sriwijaya Air, MedcoEnergi, MNC, Trans Corp, Kalbe Farma và nhiều hơn nữa. Trụ sở của Phòng Thương mại và Công nghiệp Indonesia và Hiệp hội Người sử dụng lao động Indonesia cũng được đặt tại thành phố. Tính đến năm 2017, thành phố có sáu công ty Forbes Global 2000, hai công ty Fortune 500 và bảy công ty Unicorn. Google và Alibaba có các trung tâm đám mây khu vực ở Jakarta.
Tăng trưởng kinh tế của Jakarta năm 2007 là 6,44% so với 5,95% của năm trước, với sự tăng trưởng về giao thông vận tải (15,25%), xây dựng (7,81%) và thương mại, khách sạn và nhà hàng (6,88%). Trong năm 2007, GRDP (Tổng Sản phẩm Trong nước Khu vực) là Rp. 566 nghìn tỷ (khoảng 56 tỷ USD). Đóng góp lớn nhất cho GRDP là do tài chính, sở hữu và dịch vụ kinh doanh (29%); thương mại, khách sạn và nhà hàng (20%), và ngành công nghiệp chế tạo (16%). Trong năm 2007, mức tăng GRDP bình quân đầu người của DKI Jakarta là 11,6% so với năm trước. Cả GRDP ở mức giá thị trường hiện tại và GRDP ở mức giá cố định năm 2000 cho đô thị trung tâm Jakarta, được Rp 146 triệu và 81 triệu Rupi, cao hơn các đô thị khác ở Jakarta. Cập nhật dữ liệu lần cuối vào năm 2014 vào cuối năm Jakarta có GRDP (Tổng Sản phẩm trong nước Khu vực) là Rp. 1,761.407 nghìn tỷ (khoảng 148,53 tỷ USD) với tốc độ tăng trưởng kinh tế trên 6% mỗi năm kể từ năm 2009. Trong năm 2014, mức GRDP bình quân đầu người của DKI Jakarta là 174.87 triệu Rupi hoặc 14.727 USD. Vào năm 2015, GDP bình quân đầu người trong thành phố ước tính 194,87 triệu Rupi hoặc 14,570 USD. Năm 2017, tăng trưởng kinh tế đạt 6,22%. Trong cùng năm đó, tổng giá trị khoản đầu tư là 108,6 nghìn tỷ Rp (8 tỷ USD), tăng 84,7% so với năm trước. Năm 2021, GDP danh nghĩa bình quân đầu người ước đạt 274,710 triệu Rp (19.199 USD).

Trụ sở của Ngân hàng Indonesia

Báo cáo Wealth năm 2015 của Knight Frank đã báo cáo rằng có 24 đại gia ở Indonesia trong năm 2014 với khối lượng tài sản ít nhất một tỷ đô la Mỹ và 18 trong số đó sống ở thủ đô Jakarta. Chi phí sinh hoạt ở thành phố tiếp tục tăng. Cả giá đất và tiền thuê đã trở nên đắt đỏ. Cuộc khảo sát mức sống của Mercer năm 2017 đã xếp Jakarta là thành phố tốn kém thứ 88 trên thế giới cho người nước ngoài sinh sống. Phát triển công nghiệp và xây dựng nhà ở mới thường được thực hiện ở vùng ngoại ô, trong khi thương mại và ngân hàng vẫn tập trung ở trung tâm thành phố. Jakarta có một thị trường bất động sản sang trọng nhộn nhịp. Đầu tư vào lĩnh vực bất động sản, bao gồm văn phòng, tòa nhà thương mại, phát triển thị trấn mới, căn hộ cao cấp và khách sạn tăng trưởng đáng kể. Knight Frank, một công ty tư vấn bất động sản toàn cầu có trụ sở tại Luân Đôn, báo cáo vào năm 2014 rằng Jakarta có lợi nhuận cao nhất đối với việc đầu tư bất động sản cao cấp trên thế giới vào năm 2013, lý do vì thiếu hụt nguồn cung và đồng tiền suy giảm mạnh.

### Mua sắm

Grand Indonesia là một trong những trung tâm mua sắm lớn nhất Jakarta.

Jakarta có rất nhiều trung tâm mua sắm hiện đại và các ngôi chợ truyền thống. Đây là nơi có diện tích dành riêng cho các trung tâm mua sắm lớn nhất thế giới với tổng diện tích là 550 ha, chỉ trong một thành phố. Những mùa mua sắm khuyến mãi ở Jakarta hàng năm được tổ chức vào tháng 6 và tháng 7 để kỷ niệm ngày Jakarta độc lập, với khoảng 73 trung tâm mua sắm tham gia vào năm 2012.
Các trung tâm thương mại như Plaza Indonesia, Grand Indonesia, Plaza Senayan, Senayan City và Pacific Place cung cấp các thương hiệu sang trọng, Mall Taman Anggrek, Pondok Indah Mall, Mal Kelapa Gading, Công viên Trung tâm Jakarta, Đại lộ Mua sắm Lotte, Thành phố Gandaria, Kota Kasablanka, Kemang Village, Lippo Mall Puri và Bay Walk Mall có các thương hiệu cao cấp như Topshop, Uniqlo và Zara.

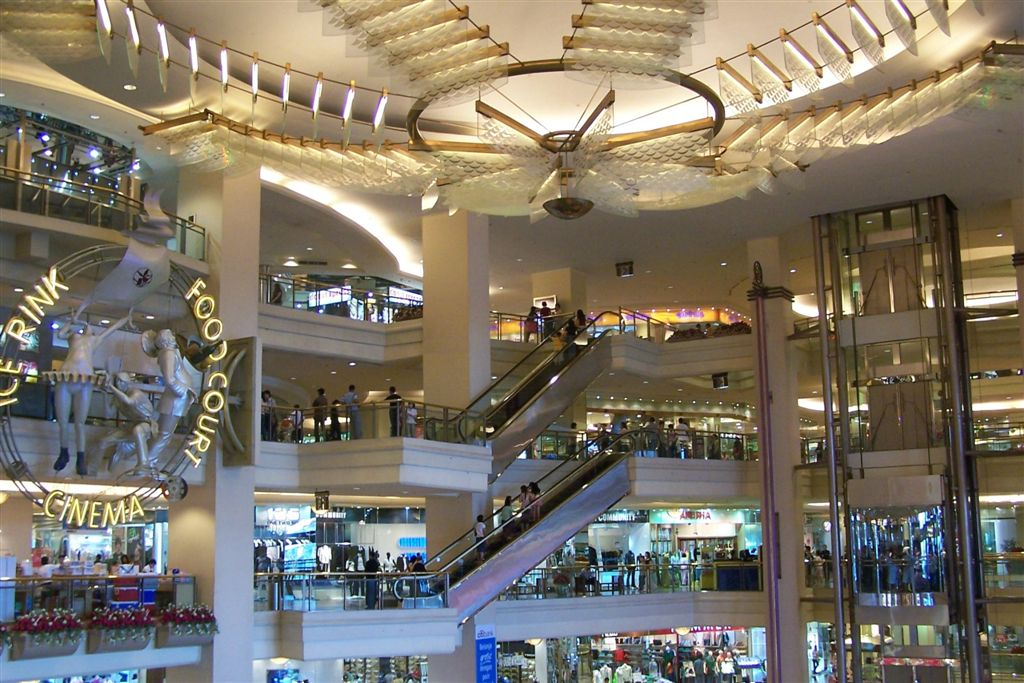
Mall Taman Anggrek, Tây Jakarta

Các cửa hàng bách hóa ở Senayan City, Supermall Karawaci và Lippo Mall Kemang Village sử dụng thương hiệu Debenhams theo giấy phép, trong khi cửa hàng bách hoá của Sogo ở Nhật có khoảng 7 cửa hàng trong các khu mua sắm khác nhau trong thành phố. Cửa hàng hàng đầu Seibu nằm tại Khu mua sắm Grand Indonesia và cửa hàng bách hóa Pháp cao cấp, Galeries Lafayette mở cửa lần đầu tiên tại khu vực Đông Nam Á tại Pacific Place.
Các thương hiệu thời trang sang trọng nổi tiếng thế giới như Louis Vuitton, Bulgari, Chanel, Gucci, Christian Louboutin, Balenciaga và Giorgio Armani có thể được tìm thấy tại các trung tâm mua sắm cao cấp ở Jakarta. Hành lang Satrio-Casablanca, đường dài 3,5 km là một vành đai mua sắm mới ở Jakarta. Nhiều trung tâm mua sắm nhiều tầng được đặt tại đây, như thành phố Kuningan, Đại sứ Mal, Kota Kasablanka và Đại lộ Mua sắm Lotte.
Các chợ truyền thống bao gồm Blok M, Tanah Abang, Senen, Pasar Baru, Glodok, Mangga Dua, Cempaka Mas và Jatinegara. Tại Jakarta, cũng có các chợ bán các mặt hàng đồ cổ ở Phố Surabaya và đá quý ở chợ Rawabening.

### Du lịch

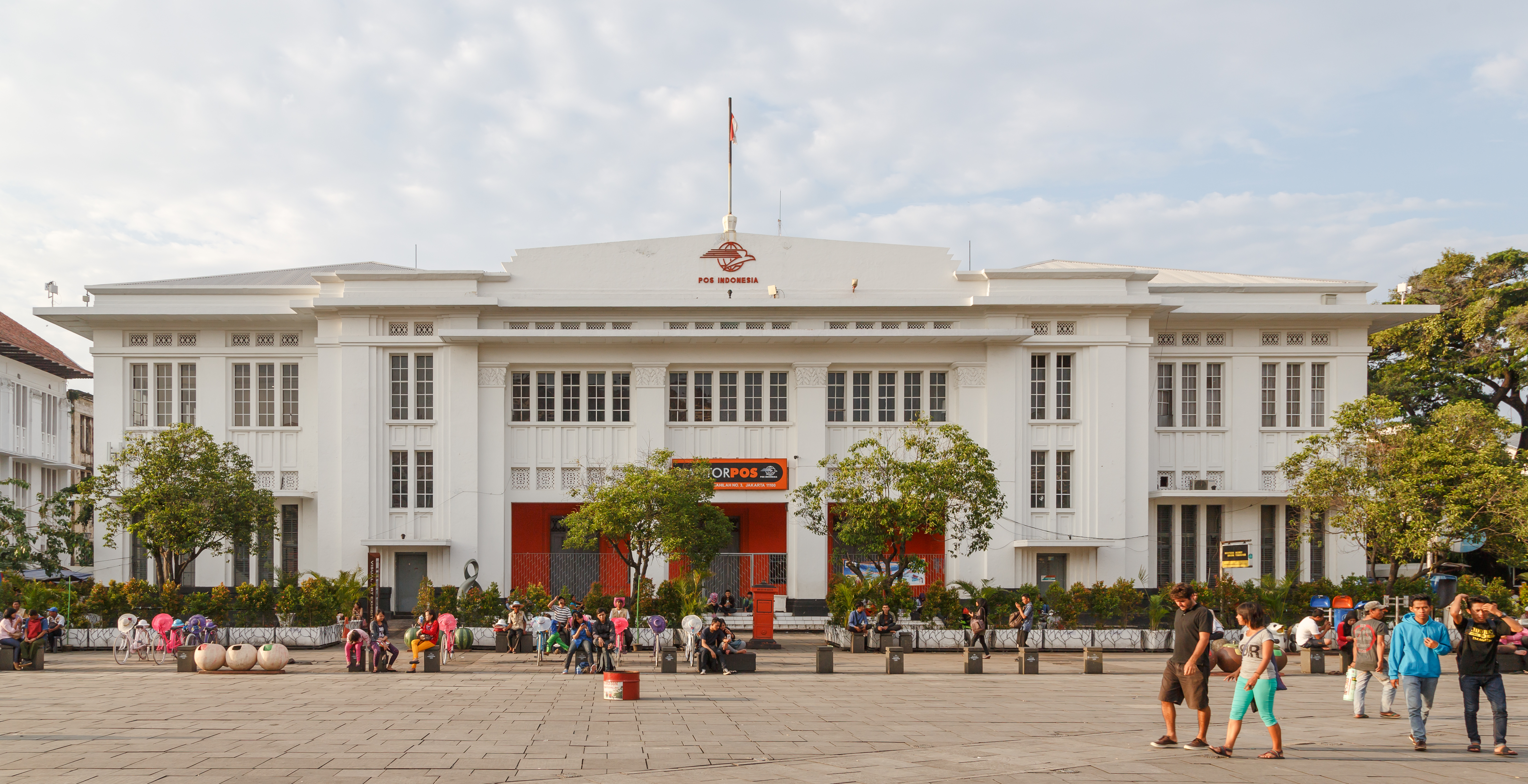
Bưu điện Phố cổ Jakarta ở quảng trường Fatahillah, Tây Jakarta

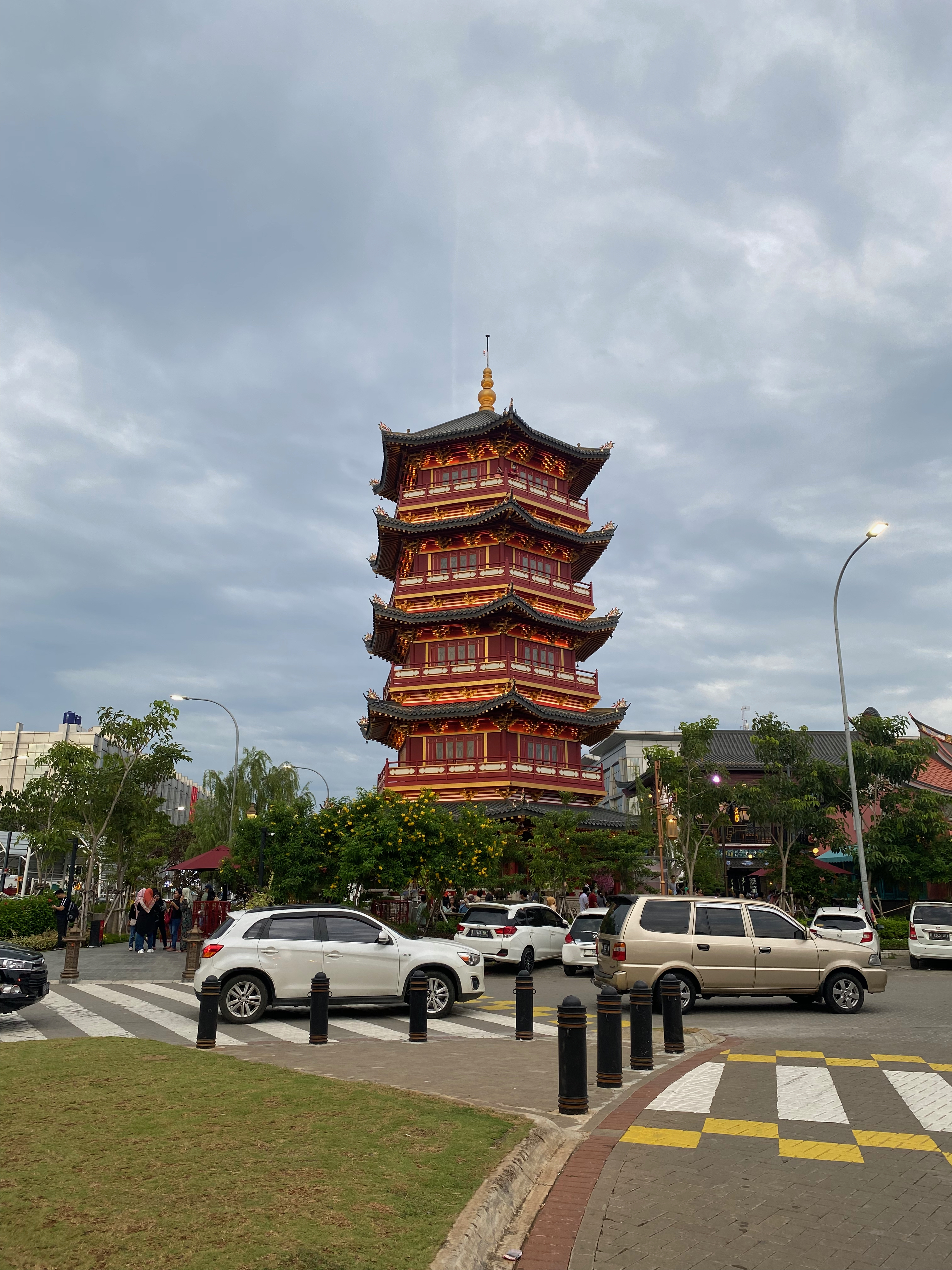
Phố người Hoa Pantjoran, tọa lạc tại hòn đảo khai hoang của khu nhà ở Pantai Indah Kapuk hiện đang trở thành địa điểm thu hút mới nhất ở Jakarta

Mặc dù Jakarta được mệnh danh là địa điểm nổi tiếng nhất theo các story (câu chuyện) gắn thẻ vị trí, và xếp thứ tám trong số các thành phố được đăng nhiều nhất trên thế giới vào năm 2017 trên mạng xã hội Instagram, nhưng đây không phải là điểm đến du lịch quốc tế hàng đầu của đất nước, ít nhất nếu so với đảo Bali. Tuy nhiên, thành phố được xếp hạng là điểm đến du lịch phát triển nhanh thứ năm trong số 132 thành phố theo MasterCard Global Destination Cities Index. Hội đồng Du lịch và Lữ hành Thế giới cũng liệt kê Jakarta là một trong mười thành phố du lịch phát triển nhanh nhất thế giới vào năm 2017 và phân loại thành phố này là một thành phố mới nổi, sẽ chứng kiến sự gia tăng đáng kể lượng khách du lịch trong vòng chưa đầy mười năm. Theo Bảng xếp hạng 100 điểm đến thành phố hàng đầu năm 2019 mới nhất của Euromonitor International, Jakarta xếp thứ 57 trong số 100 thành phố được ghé thăm nhiều nhất trên thế giới.

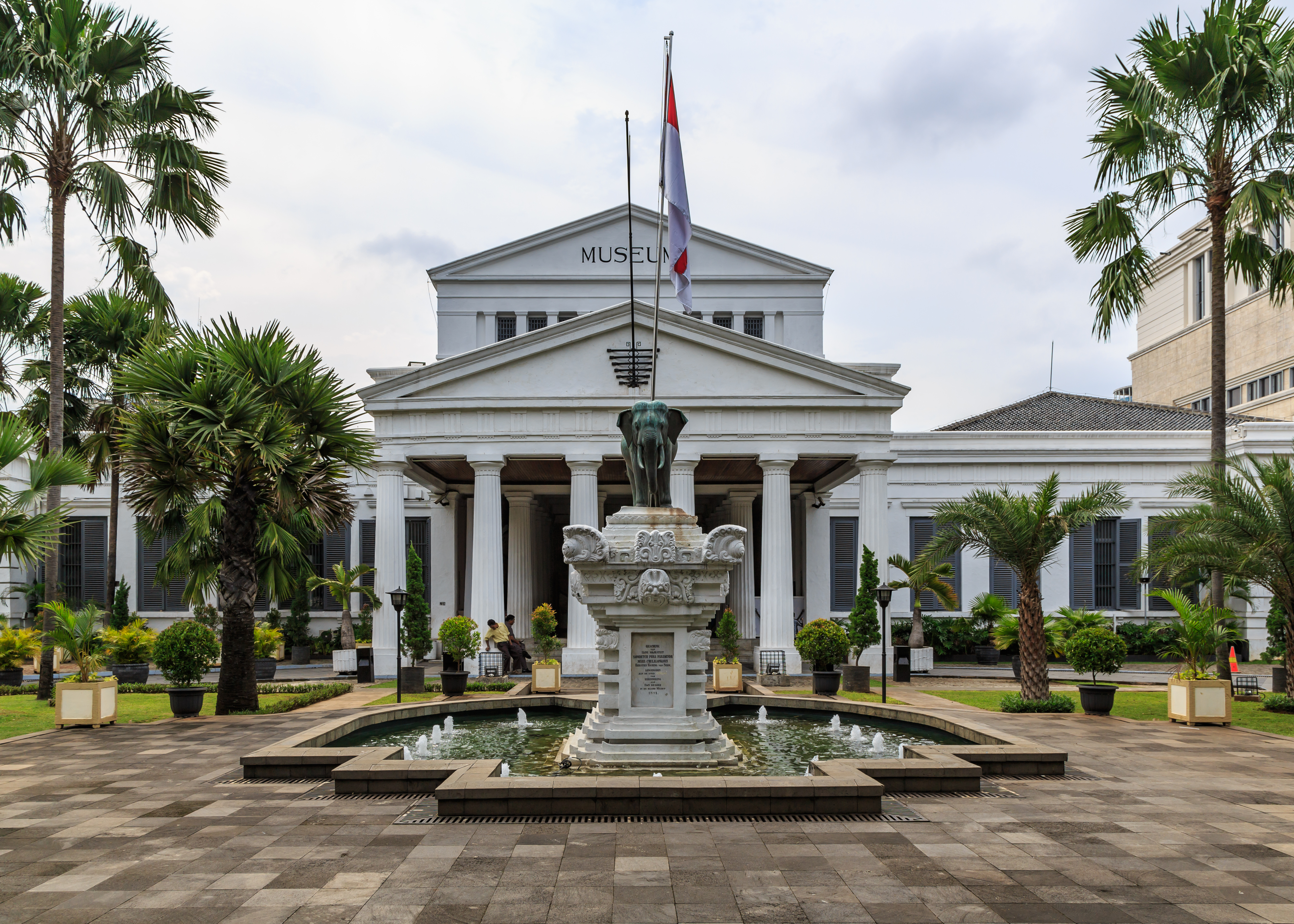
Bảo tàng Quốc gia Indonesia, với tượng voi ở ngay cổng

Các địa điểm đáng chú ý ở Jakarta bao gồm:
- Nhà thờ Hồi giáo Istiqlal: Đây là Nhà thờ Hồi giáo lớn nhất ở Đông Nam Á, có sức chứa 200.000 người và có bốn ban công để thoải mái chứa đồ thờ cúng. Nhà thờ Hồi giáo cũng mở cửa cho du khách không theo đạo Hồi quanh năm, nhưng chỉ với một hướng dẫn viên và chỉ được đi qua các khu vực cho phép. Ngoài ra, những người không theo đạo Hồi cũng phải mặc trang phục phù hợp (khăn trùm đầu cho phụ nữ) và tuân theo phong tục cởi bỏ giày dép của người Hồi giáo.
- Phố cổ Batavia: Còn được gọi là Kota Tua, phố cổ này có nhiều công trình thời thuộc địa với kiến trúc giống châu Âu cùng bảo tàng lịch sử Jakarta và quảng trường Fatahillah.
- Tháp Monas: là đài tưởng niệm quốc gia của Indonesia. Tòa tháp này cao tới 132m, được xây dựng nhằm ghi công những người đã hi sinh trong cuộc đấu tranh giành độc lập của Indonesia, tọa lạc tại quảng trường Merdeka. Có thể nhìn thấy toàn cảnh Jakarta từ trên cao khi lên đỉnh của tượng đài.
- Bảo tàng Quốc gia Indonesia: Một bảo tàng khảo cổ và dân tộc học nằm ngay gần tháp Monas, sở hữu bộ sưu tập lớn các cổ vật lịch sử và khảo cổ đã định hình văn hóa và lối sống của người Indonesia. Có thể dễ dàng nhận ra bảo tàng này nhờ bức tượng voi ở tiền sảnh, do đó bảo tàng có tên địa phương là Gedung Gajah (Bảo tàng Voi).
- Bảo tàng Wayang: bảo tàng nằm ở phố cổ Batavia, nơi trưng bày những hiện vật miêu tả truyền thống múa rối wayang của người Java.
- Làng dân tộc Setu Babakan: làng có diện tích khoảng 66ha và là nơi bảo tồn văn hóa của người Betawi. Đây là nơi lý tưởng để tìm hiểu về phong tục tập quán truyền thống của người Betawi như: Lenong, múa Tepong hay đám cưới Betawi.
- Công viên Taman Mini Indonesia: một khu vui chơi giải trí lớn lấy cảm hứng dựa trên văn hóa quốc gia nằm ở Đông Jakarta.

Hầu hết lượng khách du lịch đến Jakarta là khách nội địa. Là cửa ngõ quốc tế của Indonesia, Jakarta thường là điểm dừng chân của du khách nước ngoài trên đường đến các điểm du lịch khác của Indonesia như Bali, Lombok, đảo Komodo và Yogyakarta. Jakarta đang cố gắng thu hút nhiều du khách quốc tế hơn thông qua hình thức du lịch MICE, bằng cách tổ chức ngày càng nhiều hội thảo. Năm 2012, ngành du lịch đã đóng góp Rp. 2,6 nghìn tỷ (268,5 triệu USD) vào tổng thu nhập trực tiếp của thành phố là Rp. 17,83 nghìn tỷ (1,45 tỷ USD), tăng 17,9% so với năm trước 2011.

## Giáo dục

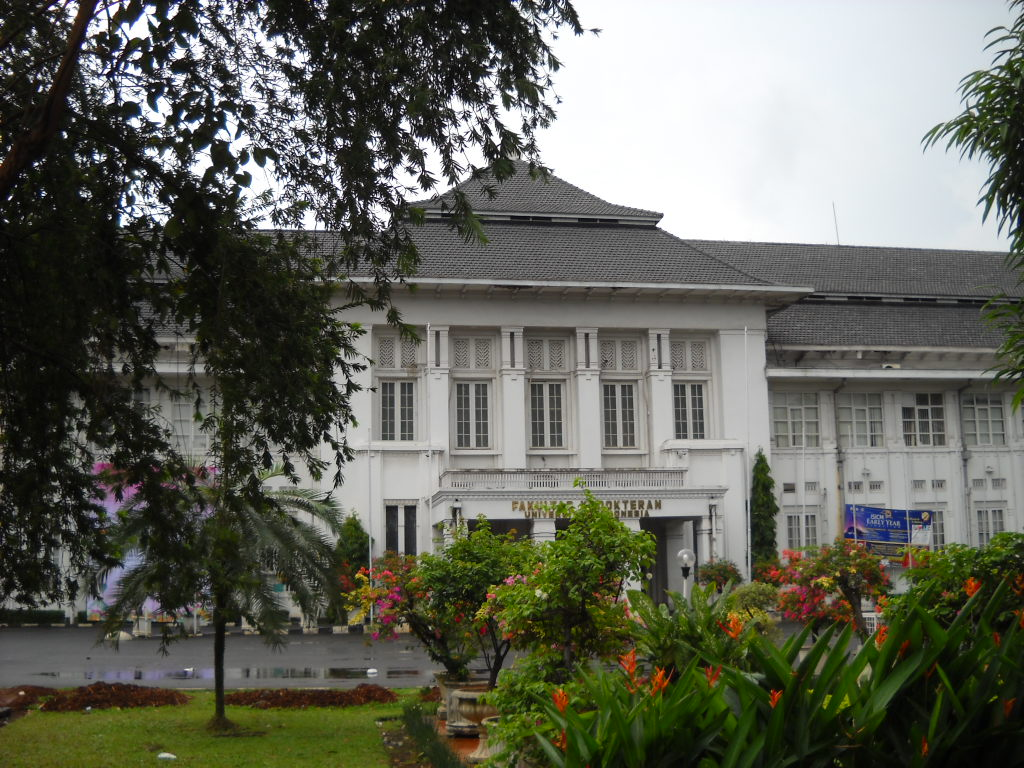
Đại học Indonesia ở cơ sở Salemba.

Jakarta là nơi có nhiều cơ sở giáo dục. Đại học Indonesia (UI) là cơ sở giáo dục cấp đại học lớn nhất và lâu đời nhất ở Indonesia. Đây là một tổ chức công cộng với các cơ sở ở Salemba (Trung tâm Jakarta) và ở Depok. Ba trường đại học công lập khác ở Jakarta là Đại học Hồi giáo Nhà nước Syarif Hidayatullah Jakarta, Đại học Bang Jakarta (UNJ) và Đại học Pembangunan Nasional 'Veteran' Jakarta (UPN "Veteran" Jakarta). Có một nền giáo dục đại học dạy nghề, Politeknik Negeri Jakarta (PNJ). Một số trường đại học tư thục lớn ở Jakarta là Đại học Trisakti, Đại học Cơ đốc giáo Indonesia, Đại học Mercu Buana, Đại học Tarumanagara, Đại học Công giáo Atma Jaya của Indonesia, Đại học Pelita Harapan, Đại học Pertamina, Đại học Bina Nusantara, Đại học Jayabaya, Đại học "YAI" Persada Indonesia, và Đại học Pancasila.
STOVIA là trường trung học đầu tiên ở Jakarta, được thành lập vào năm 1851. Jakarta có nhiều sinh viên từ khắp Indonesia, nhiều người trong số họ sống trong ký túc xá hoặc nhà dân. Đối với giáo dục cơ bản, có nhiều trường tiểu học và trung học, được gắn nhãn công lập (quốc gia), tư thục (quốc gia và song ngữ quốc gia) và nhãn quốc tế. Bốn trong số các trường quốc tế lớn là Trường Quốc tế Tưởng niệm Gandhi, Trường Cơ đốc giáo Quốc tế IPEKA, Trường Liên văn hóa Jakarta và Trường Anh quốc Jakarta. Các trường quốc tế khác bao gồm Trường Quốc tế Hàn Quốc Jakarta, Trường Bina Bangsa, Trường Đa văn hóa Quốc tế Jakarta, Trường Quốc tế Úc, Trường Quốc tế New Zealand, Trường Quốc tế Singapore, Trường Nhật Bản Jakarta, và Sekolah Pelita Harapan.

## Giao thông

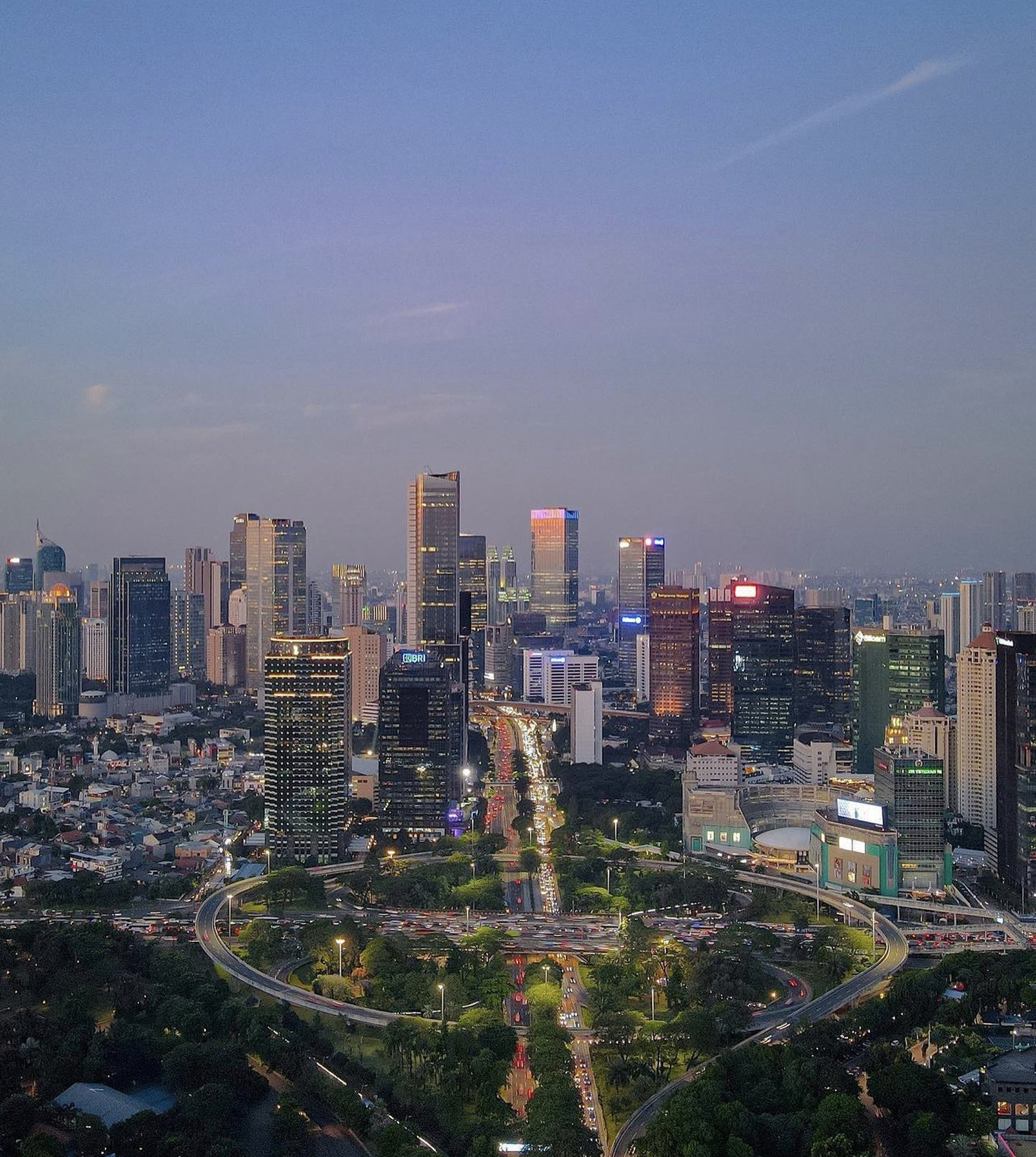
Giao lộ Semanggi lúc hoàng hôn

Với hơn 30 triệu người sinh sống ở khu vực đô thị, gần 10 triệu xe cá nhân sử dụng hàng ngày, và hệ thống tàu điện ngầm còn hạn chế, Jakarta gặp khó khăn về vấn đề giao thông. Thành phố bị thiếu các dịch vụ vận tải công cộng đô thị do sự phát triển ưu tiên của các mạng lưới đường bộ, chủ yếu được thiết kế để đáp ứng các phương tiện cá nhân.
Năm 2004, một nghiên cứu đã được tiến hành để chuẩn bị một kế hoạch tổng thể cho một hệ thống giao thông công cộng hợp nhất trong Jabodetabek, cho thấy hầu hết các chuyến đi được thực hiện bằng phương tiện giao thông không có động cơ (đặc biệt là đi bộ) và nhiều phương thức cung cấp dịch vụ vận tải đáp ứng yêu cầu.

### Đường bộ

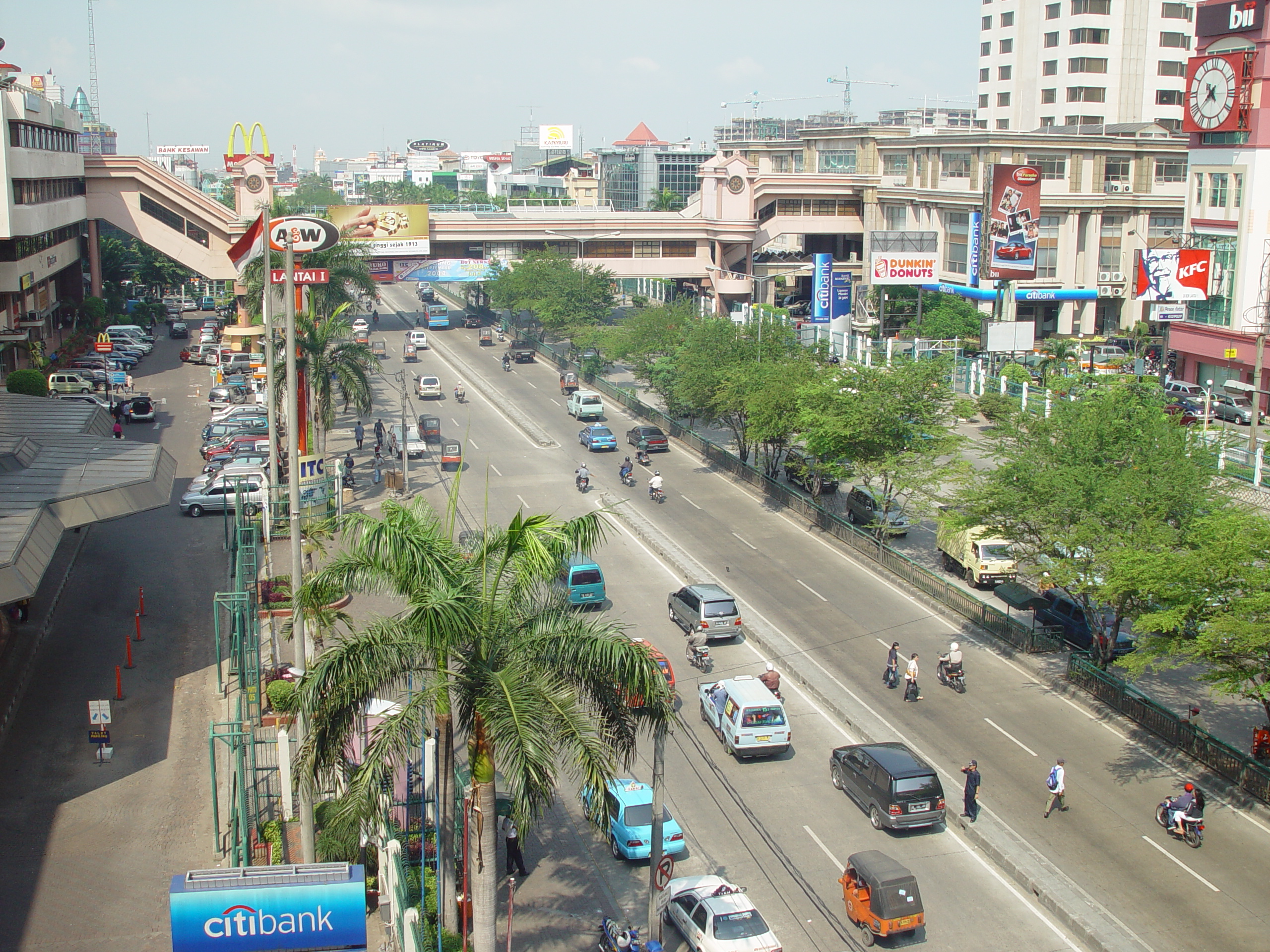
Một con đường trong nội ô thành phố

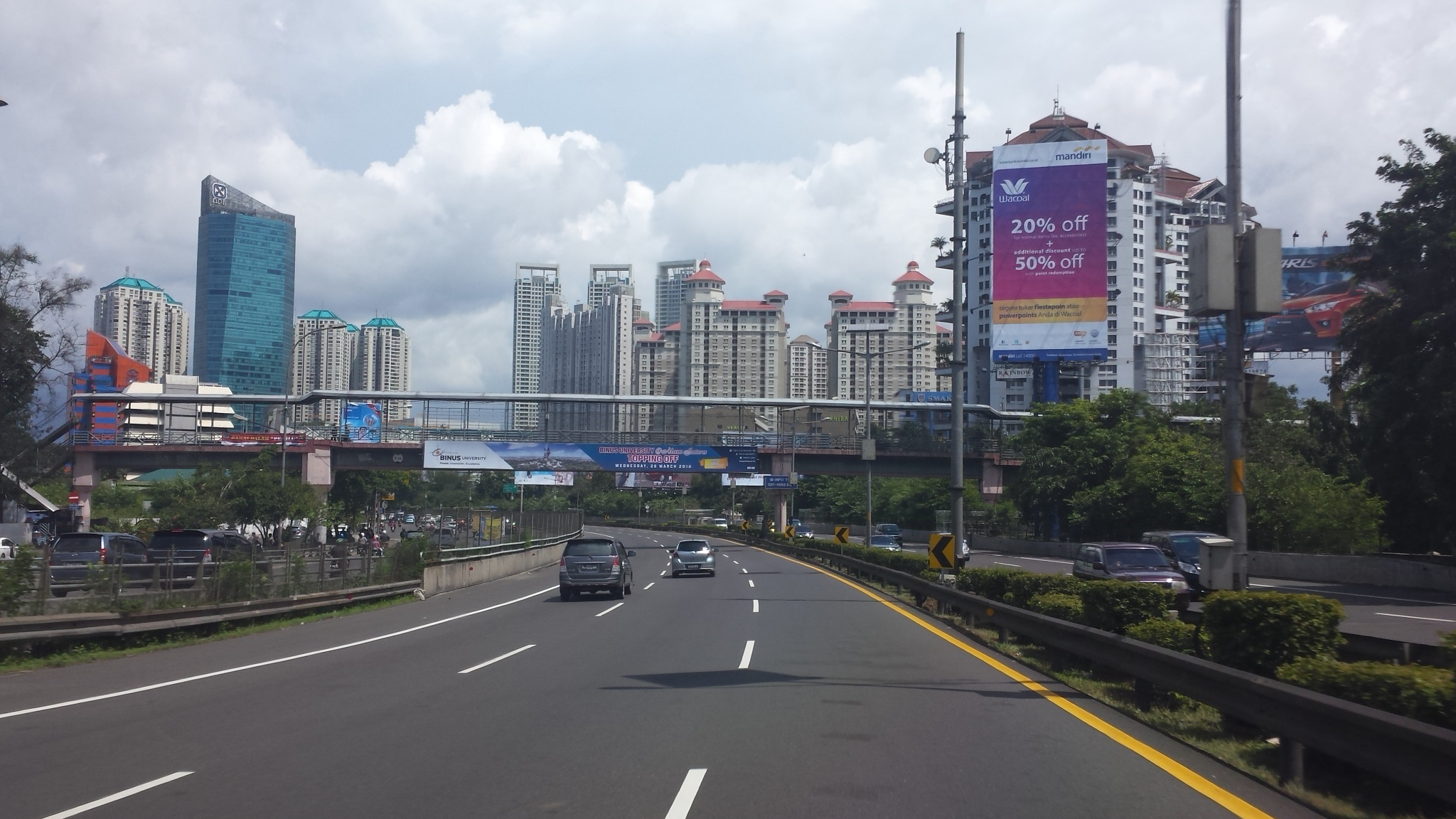
Một phần của đại lộ Jalan Tol Lingkar Dalam Jakarta ở Grogol Petamburan, Tây Jakarta

Mạng lưới đường có kết cấu đã được phát triển vào đầu thế kỷ 19 như là một phần của Đường Great Post của Java bởi cựu Thống đốc Daendels, kết nối hầu hết các thành phố lớn trên khắp Java. Trong những thập kỷ tiếp theo, mạng lưới đường bộ đã được mở rộng đến mức lớn, mặc dù nó không thể theo kịp với sự gia tăng nhanh chóng của số lượng xe cộ, dẫn đến tình trạng tắc nghẽn giao thông cao.
Một đặc điểm nổi bật của hệ thống đường bộ hiện tại của Jakarta là mạng lưới đường cao tốc. Bao gồm một vành đai trong và ngoài và năm đường thu phí chiếu ra bên ngoài, mạng lưới cung cấp các kết nối bên trong cũng như bên ngoài thành phố. Jakarta Outer Ring Road 2 là một tuyến đường bộ được quy hoạch quay vòng quanh khu vực rộng lớn của Jakarta, song song với Đường Vành đai Jakarta (JORR 1). Sáu tuyến đường cao tốc đang trong tiến trình đấu thầu.
Năm đường thu phí là:
- Đường Sedicatmo-Sedyatmo nối với Sân bay Quốc tế Soekarno-Hatta
- Đường cao tốc Jakarta-Tangerang nối với Tangerang và xa hơn tới Merak ở phía tây
- Đường cao tốc Jakarta-Serpong nối với Serpong
- Đường thu phí Jagorawi nối với Bogor và Ciawi ở phía nam
- Đường Toll Jakarta-Cikampek nối Bekasi và Cikampek ở phía đông

Trong những năm qua, nhiều nỗ lực đã được thực hiện để giảm tắc nghẽn giao thông trên các con đường huyết mạch của Jakarta. Các giải pháp được thực hiện bao gồm luật về giờ cao điểm "ba-trong-một", trong đó các xe ô tô chở ít hơn ba hành khách bị cấm lái xe trên các con đường chính. Một ví dụ khác là lệnh cấm xe tải qua những con đường chính trong ngày.

### Phương tiện công cộng
Xe lửa đường dài và các dịch vụ xe điện địa phương lần đầu tiên được sử dụng trong thời kỳ thuộc địa của Hà Lan. Có nhiều bến xe buýt trong thành phố, từ đó xe buýt hoạt động trên nhiều tuyến đường để kết nối các vùng lân cận trong giới hạn thành phố, đến các khu vực khác của vùng đô thị Jakarta và đến các thành phố trên đảo Java. Trạm xe buýt lớn nhất là Trạm xe buýt Pulo Gebang, được cho là lớn nhất của loại hình này ở Đông Nam Á. Ga cuối chính của dịch vụ xe lửa đường dài là Gambir và Pasar Senen. Trạm đường sắt chính của tuyến đường đường sẳt đô thị là Jakarta Kota, Jatinegara, Tanah Abang, Duri, Pasar Senen, Manggarai và Sudirman. Các tuyến đường sắt cao tốc đang được xây dựng nối Jakarta với Bandung và một tuyến khác đang trong giai đoạn lập kế hoạch từ Jakarta đến Surabaya.
Ngày 24 tháng 3 năm 2019, Jakarta chính thức khai trương tuyến tàu điện ngầm đầu tiên sau sáu năm thi công. Tuyến tàu điện ngầm số 2 cũng được khởi công trong thời gian này và dự kiến đi vào hoạt động năm 2024. Tính đến tháng 9 năm 2022, phạm vi bao phủ dịch vụ giao thông công cộng của Jakarta đã đạt 86%, mục tiêu là tăng lên 95%. Phương tiện công cộng nhanh ở vùng đô thị Jakarta bao gồm phương tiện công cộng xe buýt nhanh TransJakarta, Jakarta LRT, Tàu điện ngầm Jakarta, KRL Commuterline và Đường sắt sân bay Soekarno-Hatta. Hệ thống đường sắt đi lại KRL Jabodetabek kết nối các khu vực trong Đại đô thị Jakarta. Một hệ thống vận chuyển khác là Jabodebek LRT dự kiến sẽ đi vào hoạt động vào tháng 7 năm 2023. Chính quyền thành phố đang xây dựng sự phát triển theo định hướng giao thông công cộng như Dukuh Atas TOD và CSW-ASEAN TOD ở một số khu vực trên khắp Jakarta để tạo điều kiện thuận lợi cho hành khách chuyển đổi giữa các phương thức giao thông công cộng khác nhau.

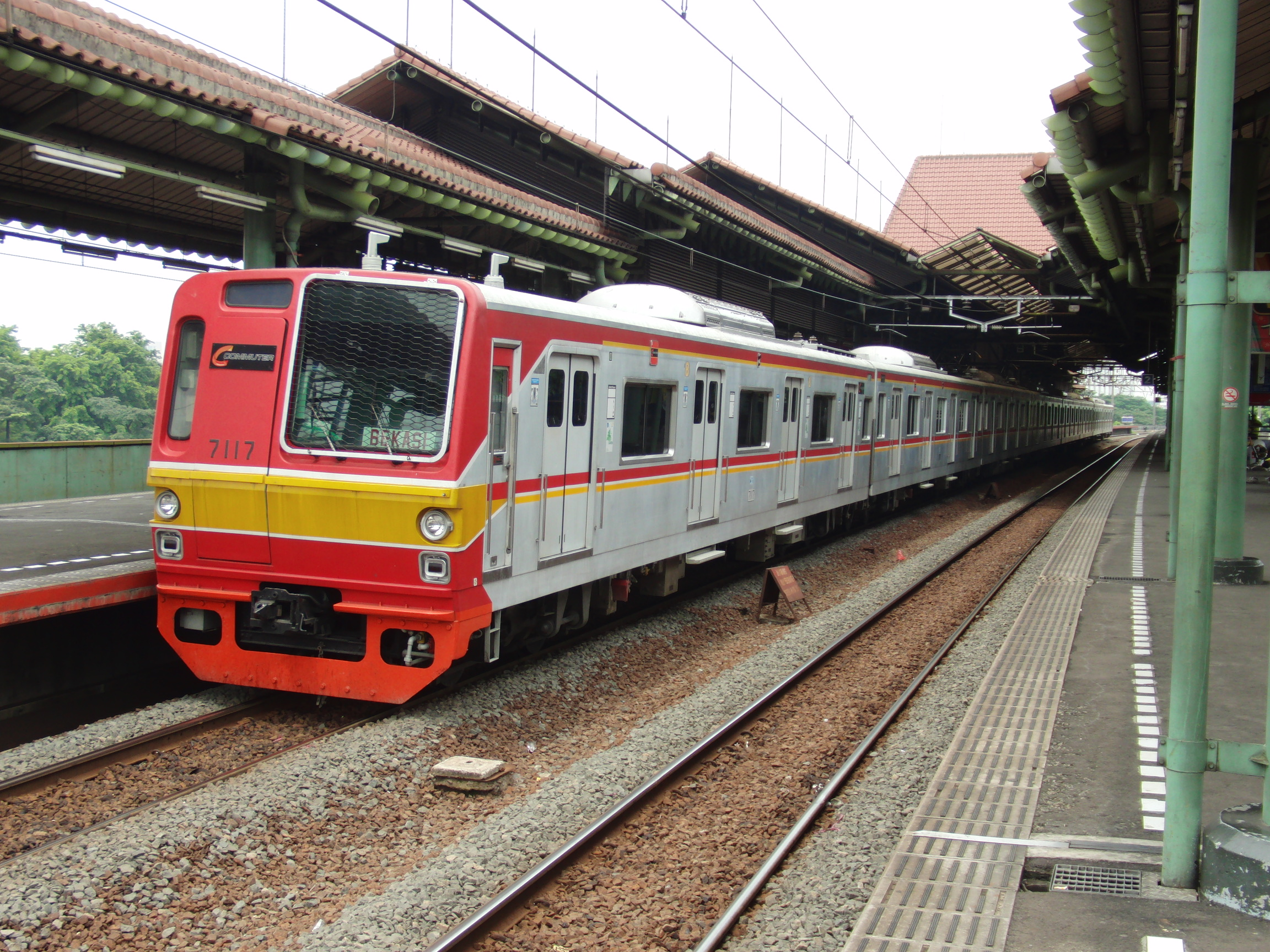
Xe lửa KRL Jabotabek

Các hệ thống xe buýt thuộc sở hữu tư nhân như Kopaja, MetroMini, Mayasari Bakti và PPD cũng cung cấp các dịch vụ quan trọng cho hành khách Jakarta với nhiều tuyến đường khắp thành phố. Xích lô bị cấm vào thành phố vì gây tắc nghẽn giao thông. Xe kéo tự động Bajaj cung cấp phương tiện giao thông địa phương ở những con đường phía sau của một số khu vực trong thành phố. Xe buýt nhỏ Angkot cũng đóng một vai trò quan trọng trong vận tải đường bộ của Jakarta. Taxi và xe ôm có sẵn trong thành phố. Tính đến tháng 1 năm 2023, khoảng 2,6 triệu người sử dụng phương tiện giao thông công cộng hàng ngày ở Jakarta.
Chính quyền thành phố đã thực hiện một dự án xây dựng khoảng 500 km làn đường dành cho xe đạp. Tính đến tháng 6 năm 2021, Jakarta đã có 63 km làn đường dành cho xe đạp và 101 km nữa sẽ được bổ sung vào cuối năm 2021.

### Đường không

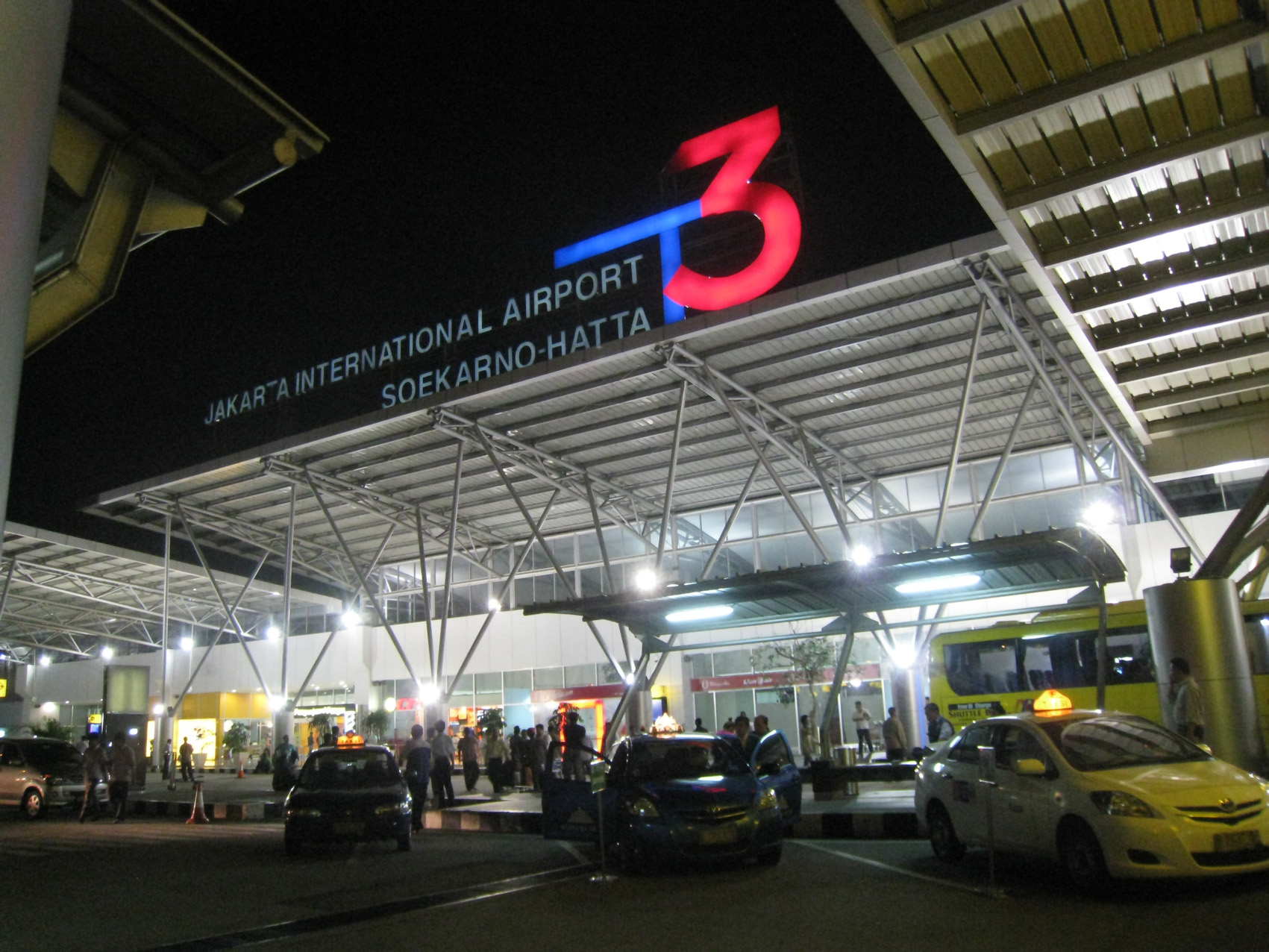
Nhà ga số 3 của Sân bay quốc tế Soekarno–Hatta.

Jakarta có Sân bay Quốc tế Soekarno-Hatta. Sân bay được đặt tên theo tên vị tổng thống đầu tiên của Indonesia Sukarno, và phó tổng thống thứ nhất Mohammad Hatta. Đây cũng là một trong các sân bay bận rộn nhất thế giới. Đây là sân bay chính phục vụ khu vực đại đô thị Jakarta trên đảo Java, Indonesia. Sân bay tọa lạc 20 km về phía tây của Jakarta, ở Tangerang Regency, Banten. Sân bay hoạt động từ năm 1985 và nhà ga 2 được mở cửa năm 1992 thay thế cho Sân bay Kemayoran (các chuyến bay quốc nội) ở Trung tâm Jakarta, và Halim Perdanakusuma (các chuyến bay quốc tế, vẫn còn hoạt động) ở Đông Jakarta. Người Indonesia gọi sân bay này là Cengkareng. Mã IATA là CGK lấy từ tên Cengkareng. Sân bay có diện tích 18 km², có 2 đường băng và 2 nhà ga chính với nhà ga 1 phục vụ hai hãng Garuda Indonesia và Merpati Nusantara Airlines, nhà ga 2 phục vụ các hãng khác.
Soekarno-Hatta là sân bay lớn và nhộn nhịp nhất ở Indonesia với số lượng hành khách khoảng 60 triệu lượt mỗi năm và sẽ tiếp tục tăng trong thời gian tới, khi sân bay vừa được xây thêm nhà ga số 3. Để thích ứng với nhu cầu ngày càng tăng phục vụ các chuyến bay đi và đến từ các nước trên thế giới, sân bay này đang được tiếp tục phát triển cơ sở hạ tầng tổng thể.
Từ năm 2014, mặc dù đứng thứ 8 thế giới về lượng hành khách và đứng thứ tư về về quy mô nâng cấp trong Liên minh hàng không Skyteam, song sân bay Soekarno-Hatta mới được xếp ở vị trí 60 trong danh sách các sân bay tầm cỡ quốc tế, mặc dù đã có bước nhày vọt đáng kể từ vị trí 113 năm 2013.

## Văn hóa

### Ẩm thực

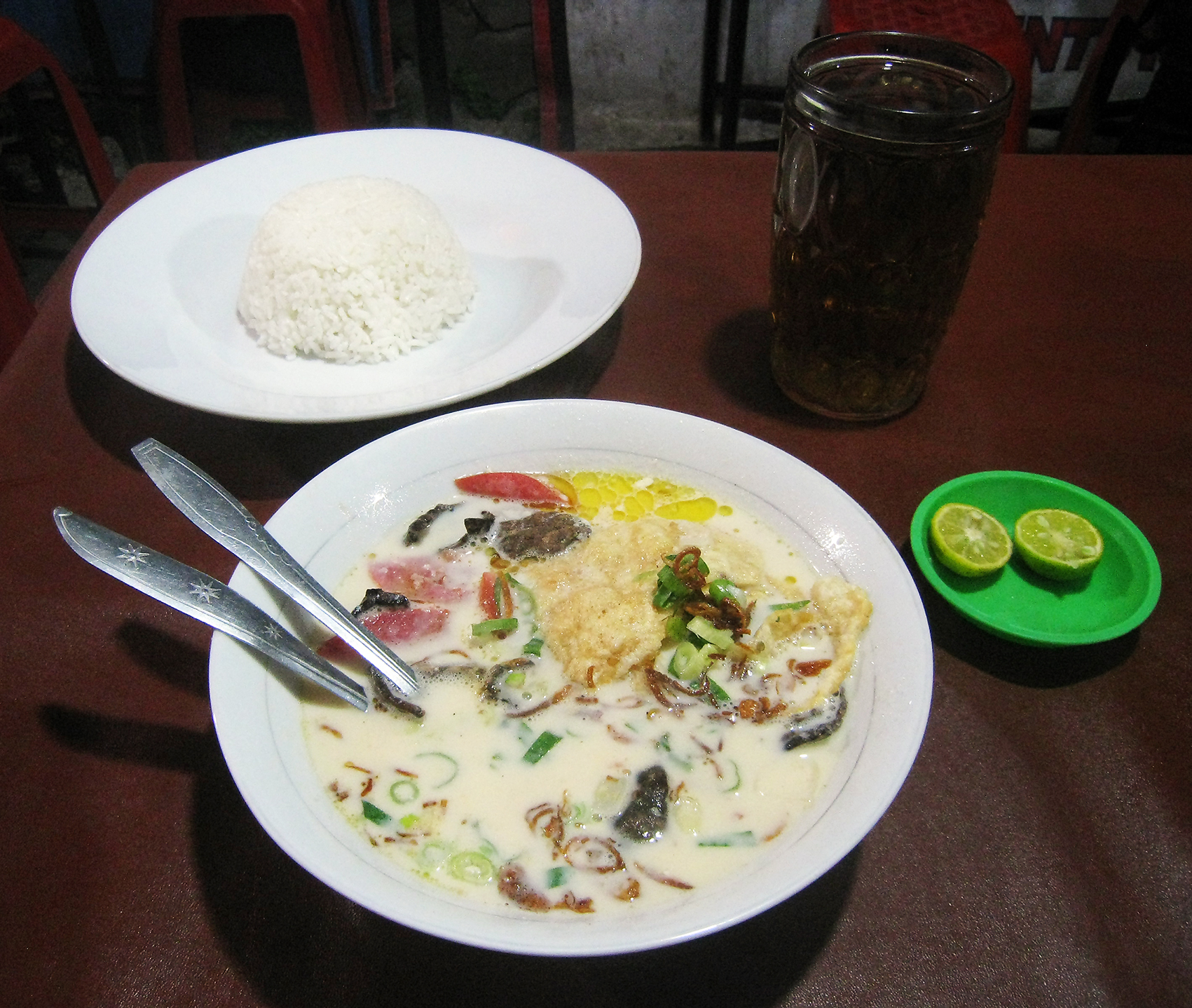
Soto Betawi, một món ăn chủ yếu bao gồm nội tạng bò trong sữa bò tươi hoặc nước cốt dừa.

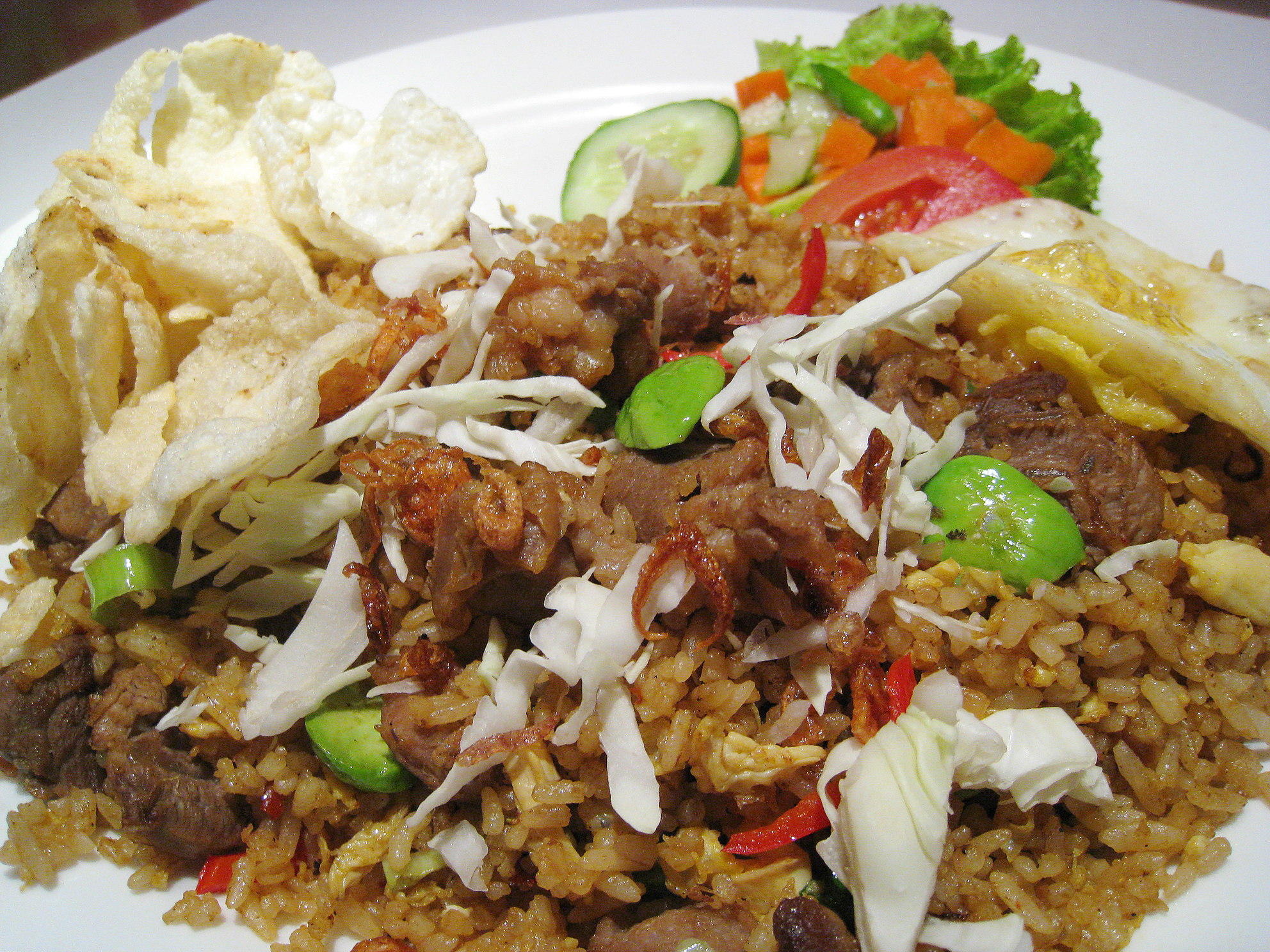
Cơm chiên Nasi goreng với đậu xanh và thịt dê ở Jakarta.

Tất cả các món ăn đặc trưng của ẩm thực Indonesia đều có mặt ở Jakarta. Ẩm thực địa phương là ẩm thực Betawi, phản ánh nhiều truyền thống ẩm thực nước ngoài. Ẩm thực Betawi chịu ảnh hưởng nặng nề của ẩm thực Peranakan Mã Lai-Trung Quốc, ẩm thực Sunda và Java, cũng bị ảnh hưởng bởi ẩm thực Ấn Độ, Ả Rập và châu Âu. Một trong những món ăn địa phương phổ biến nhất của ẩm thực Betawi là Soto Betawi được chế biến từ những miếng thịt bò và nội tạng trong nước dùng sữa bò hoặc nước cốt dừa đậm đà và cay. Các món ăn Betawi phổ biến khác bao gồm soto kaki, nasi uduk, kerak telor (trứng tráng cay), nasi ulam, asinan, ketoprak, rujak và gado-gado Betawi (salad sốt đậu phộng).
Ẩm thực Jakarta có thể được tìm thấy khắp nơi từ các quán ăn khiêm tốn ven đường và quán lưu động cho đến các nhà hàng cao cấp. Có rất nhiều tụ điểm biểu diễn nhạc sống và nhà hàng sang trọng. Nhiều món ăn truyền thống từ các vùng xa xôi ở Indonesia có thể được tìm thấy ở Jakarta. Ví dụ, các nhà hàng Padang truyền thống và quầy thức ăn bình dân Warteg (Warung Tegal) có mặt khắp nơi ở thủ đô. Các món ăn đường phố phổ biến khác bao gồm nasi goreng (cơm chiên Indonesia), sate (thịt nướng xâu), pecel lele (cá trê chiên), bakso (thịt viên), bakpau (bánh bao) và siomay (há cảo cá).
Jalan Sabang, Jalan Sidoarjo, Jalan Kendal tại khu vực Menteng, Kota Tua, Blok S, Blok M, Jalan Tebet, đều là những điểm đến phổ biến cho những người yêu thích thức ăn đường phố. Món ăn đường phố Minangkabau bán Nasi Kapau (một kiểu cơm bụi), Sate Padang và Soto Padang có thể được tìm thấy tại Jalan Kramat Raya và Jalan Bendungan Hilir ở Trung tâm Jakarta. Các món ăn đường phố Trung Quốc có rất nhiều tại Jalan Pangeran, Manga Besar và Petak Sembilan ở khu phố cổ Jakarta, trong khi khu Little Tokyo của Blok M có nhiều nhà hàng và quán bar kiểu Nhật.
Du khách có thể tìm thấy các nhà hàng, quán cà phê và quán bar thời thượng tại Menteng, Kemang, Jalan Senopati, Kuningan, Senayan, Pantai Indah Kapuk, và Kelapa Gading.
Lenggang Jakarta là một khu ẩm thực nơi những người buôn bán nhỏ và những người bán hàng rong kinh doanh các món ăn Indonesia có sẵn trong một khu phức hợp duy nhất. Hiện tại, có hai khu ẩm thực như vậy, nằm ở Monas và Kemayoran. Thamrin 10 là một công viên ẩm thực và sáng tạo nằm ở Menteng, nơi có nhiều gian hàng thực phẩm.
Các chuỗi thức ăn nhanh toàn cầu hiện diện và thường thấy ở các Trung tâm mua sắm, cùng với các thương hiệu địa phương như Sederhana, J'CO, Es Teler 77, Kebab Turki, CFC, HokBen và Yoshinoya của Nhật Bản. Các món ăn nước ngoài như ẩm thực Trung Quốc, Nhật Bản, Hàn Quốc, Thái Lan, Việt Nam, Singapore, Ấn Độ, Mỹ, Úc, Malaysia, Pháp, Địa Trung Hải như Maghrebi, Thổ Nhĩ Kỳ, Ý, Trung Đông và các nhà hàng ẩm thực kết hợp hiện đại đều có thể tìm thấy ở Jakarta.

### Thể thao

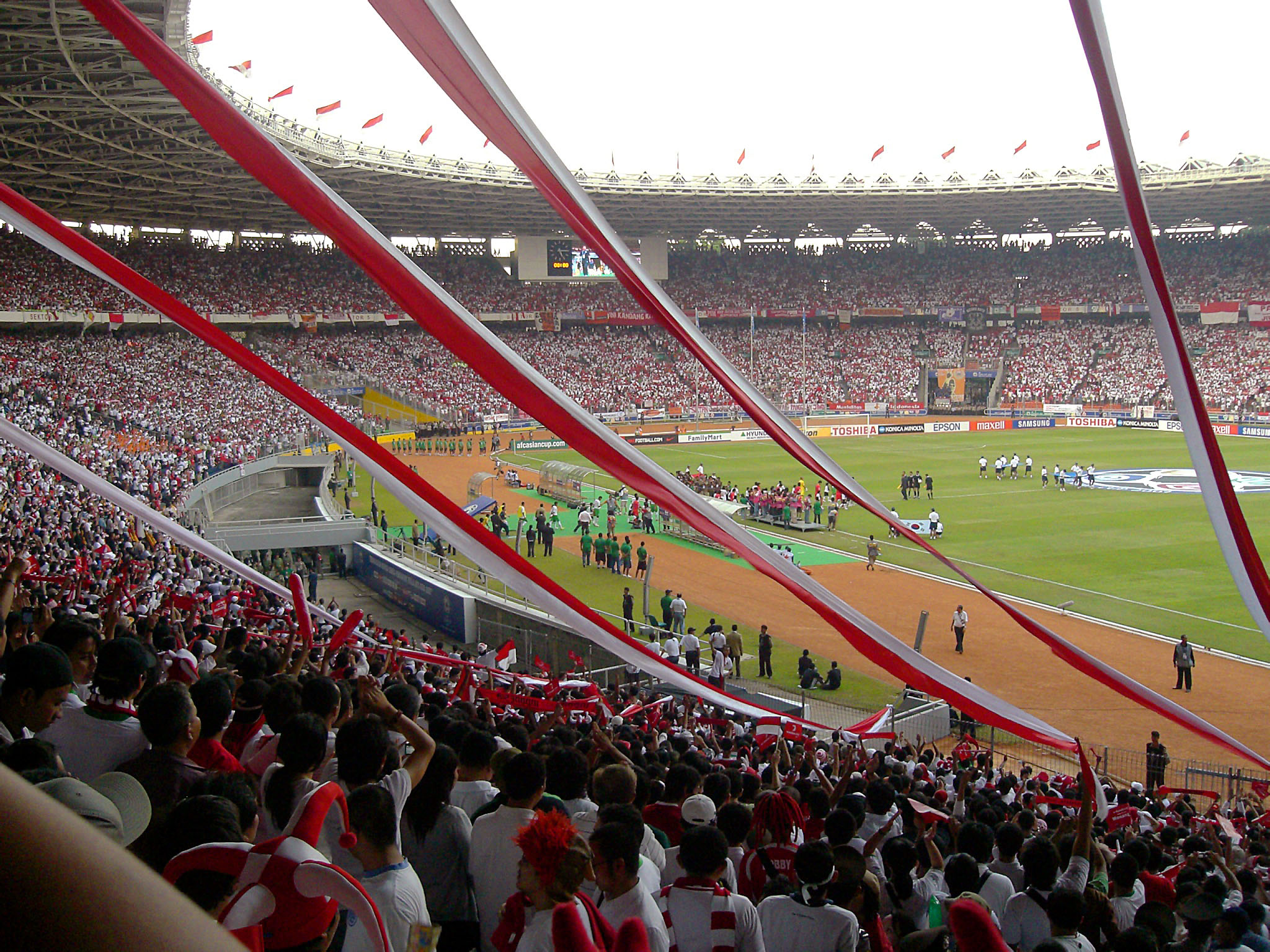
Một trận bóng đá tại sân vận động Gelora Bung Karno.

Jakarta đã từng là chủ nhà của Asian Games 1962 và Asian Games 2018, đồng tổ chức với Palembang. Jakarta cũng đã tổ chức các kỳ SEA Games ở khu vực Đông Nam Á vào các năm 1979, 1987, 1997, và năm 2011, kì đại hội mà thành phố phục vụ như là một thành phố hỗ trợ cho Palembang. Sân vận động Gelora Bung Karno, nằm ở trung tâm thành phố, đã tổ chức vòng bảng, tứ kết và chung kết của Cúp bóng đá châu Á 2007 cùng với ba nước đồng chủ nhà Malaysia, Thái Lan và Việt Nam. Ngoài ra, Jakarta còn có một sân vận động có mái che có sức chứa lớn nhất ở châu Á, Sân vận động Quốc tế Jakarta tọa lạc tại quận Tanjung Priok, vừa hoàn thành thi công vào năm 2022.
Câu lạc bộ bóng đá nổi tiếng nhất của Jakarta là Persija Jakarta ở giải Liga 1, đội luôn chơi mọi trận đấu trên sân nhà ở Bung Karno. Các trận sân nhà của Persija thường thu hút lượng cổ động viên lớn - The Jak, thường được trang bị bộ đồ màu da cam điển hình của Persija - để xem trận đấu tại sân vận động chính. Số lượng khán giả đổ xô đến sân vận động chính thường làm trầm trọng thêm tình trạng tắc nghẽn giao thông ở Jakarta. Một đội bóng khác ở Jakarta là Persitara thi đấu tại Liga 2 và chơi các trận đấu tại sân vận động Kamal Muara, Kamal, Bắc Jakarta.
Khu phức hợp thể thao Senayan có nhiều địa điểm thể thao, bao gồm sân vận động bóng đá Gelora Bung Karno, sân vận động Madya, Istora Senayan, sân thể thao dưới nước, sân bóng chày, sân bóng rổ, sân cầu lông, sân bắn súng, sân tennis trong nhà và ngoài trời và sân gôn. Sân vận động Bung Karno với sức chứa hiện tại là 77.193 chỗ, là sân nhà của đội tuyển bóng đá quốc gia Indonesia. Khu phức hợp Senayan được xây dựng vào năm 1959 để phục vụ cho các hoạt động của Asian Games năm 1962. Đối với bóng rổ, Trung tâm thể thao Kelapa Gading ở Kelapa Gading, Bắc Jakarta với sức chứa 7.000 chỗ, là sân nhà của đội tuyển bóng rổ quốc gia Indonesia.

### Truyền thông và giải trí

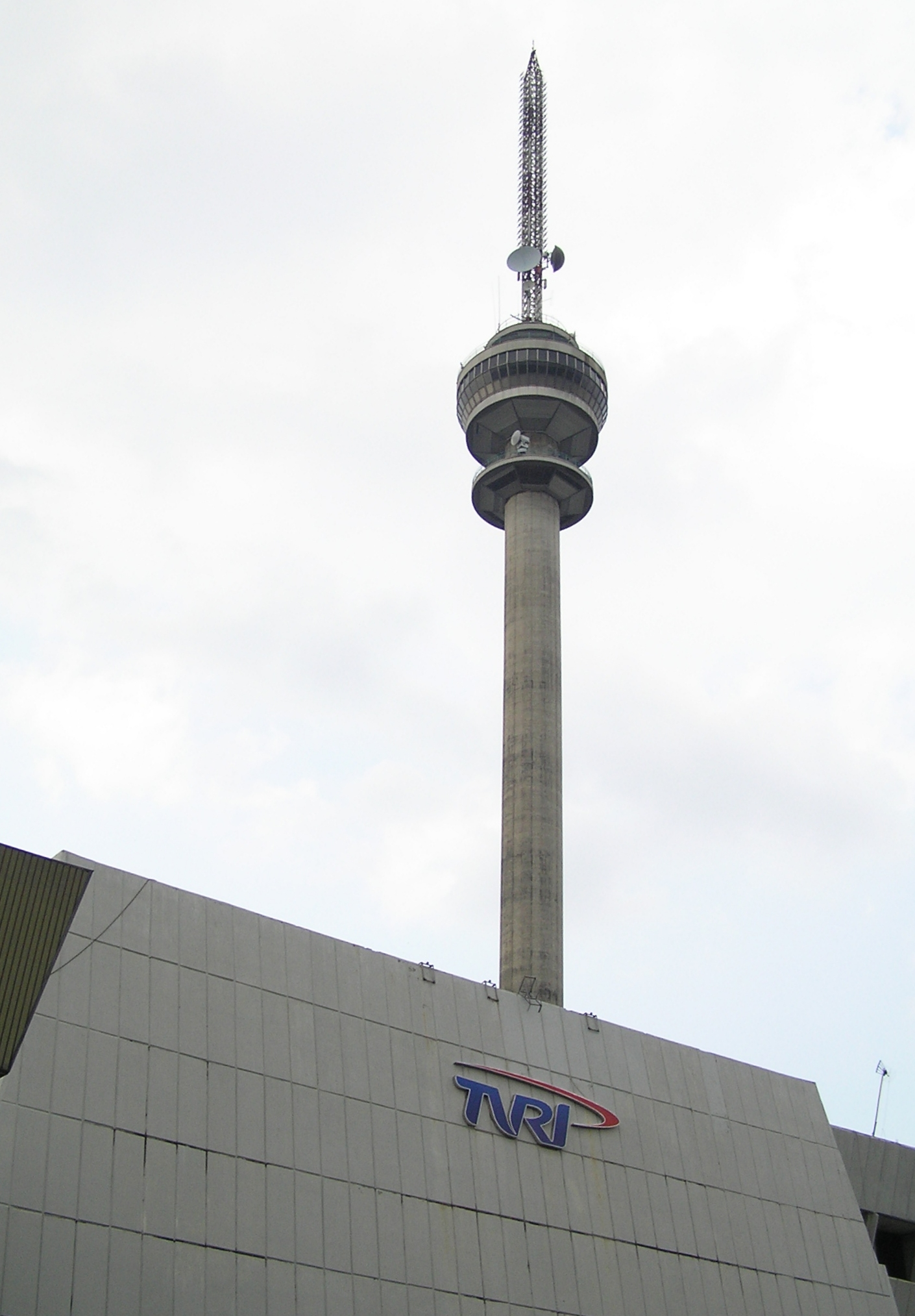
Tháp truyền hình của TVRI tại trụ sở chính ở Jakarta

Jakarta là nơi có hầu hết các tờ báo quốc gia của Indonesia, bên cạnh một số tờ báo địa phương. Nhật báo địa phương ở Jakarta là Pos Kota và Warta Kota, cũng như Indopos hiện không còn tồn tại. Các tờ báo quốc gia có trụ sở tại Jakarta bao gồm Kompas, Koran Tempo, Media Indonesia và Republika, hầu hết đều có mảng tin tức về thành phố. Một loạt các tờ báo kinh doanh (Bisnis Indonesia, Investor Daily và Kontan) và báo thể thao (TopSkor và Super Ball) cũng được xuất bản.
Các tờ báo khác ngoài tiếng Indonesia, chủ yếu dành cho độc giả trong nước và toàn cầu, cũng được xuất bản hàng ngày. Ví dụ như các tờ báo tiếng Anh The Jakarta Post và tờ báo trực tuyến Jakarta Globe. Các tờ báo tiếng Hoa cũng lưu hành, chẳng hạn như Indonesia Shang Bao (印尼商报), Harian Indonesia (印尼星洲日报), và Guo Ji Ri Bao (国际日报). Tờ báo tiếng Nhật duy nhất là The Daily Jakarta Shimbun (じゃかるた新聞).
Khoảng 75 đài phát thanh phát sóng ở Jakarta, 52 đài FM và 23 đài AM. Các đơn vị phát thanh có trụ sở tại Jakarta, ví dụ: mạng phát thanh quốc gia MNC Trijaya FM, Prambors FM, Trax FM, I-Radio, Hard Rock FM, Delta FM, Global FM và đài phát thanh công cộng RRI; cũng như các đài địa phương Gen FM, Radio Elshinta và Z99,9.
Jakarta là trụ sở của đài Truyền hình Quốc gia Indonesia TVRI cũng như các mạng lưới truyền hình tư nhân quốc gia, chẳng hạn như Metro TV, tvOne, Kompas TV, RCTI và NET. Jakarta có các kênh truyền hình địa phương như TVRI Jakarta, JakTV, Elshinta TV và KTV. Nhiều đài truyền hình là PAL tương tự, nhưng một số đài hiện đang chuyển đổi sang tín hiệu kỹ thuật số bằng cách sử dụng DVB-T2 theo kế hoạch của chính phủ về chuyển đổi truyền hình kỹ thuật số.

## Thành phố kết nghĩa
- Bắc Kinh, Trung Quốc
- Berlin, Đức
- Luân Đôn, Vương quốc Anh
- Istanbul, Thổ Nhĩ Kỳ
- Los Angeles, Hoa Kỳ
- Thành phố New York, Hoa Kỳ
- New South Wales, Australia
- Paris, Pháp
- Rotterdam, Hà Lan
- Seoul, Hàn Quốc
- Tokyo, Nhật Bản
- Hà Nội, Việt Nam
- Băng Cốc, Thái Lan
- Kuala Lumpur, Malaysia

## Một vài hình ảnh

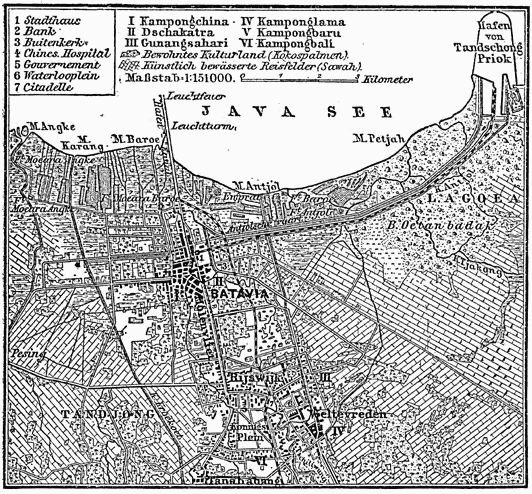
Batavia, 1888
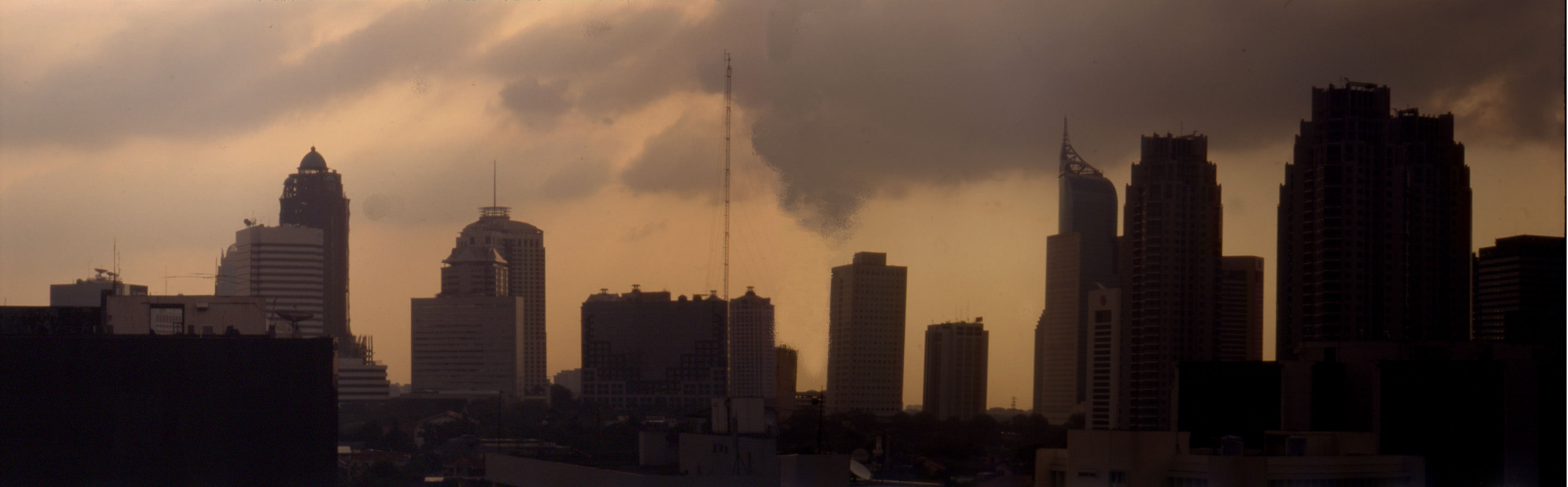
Khu thương mại buổi hoàng hôn
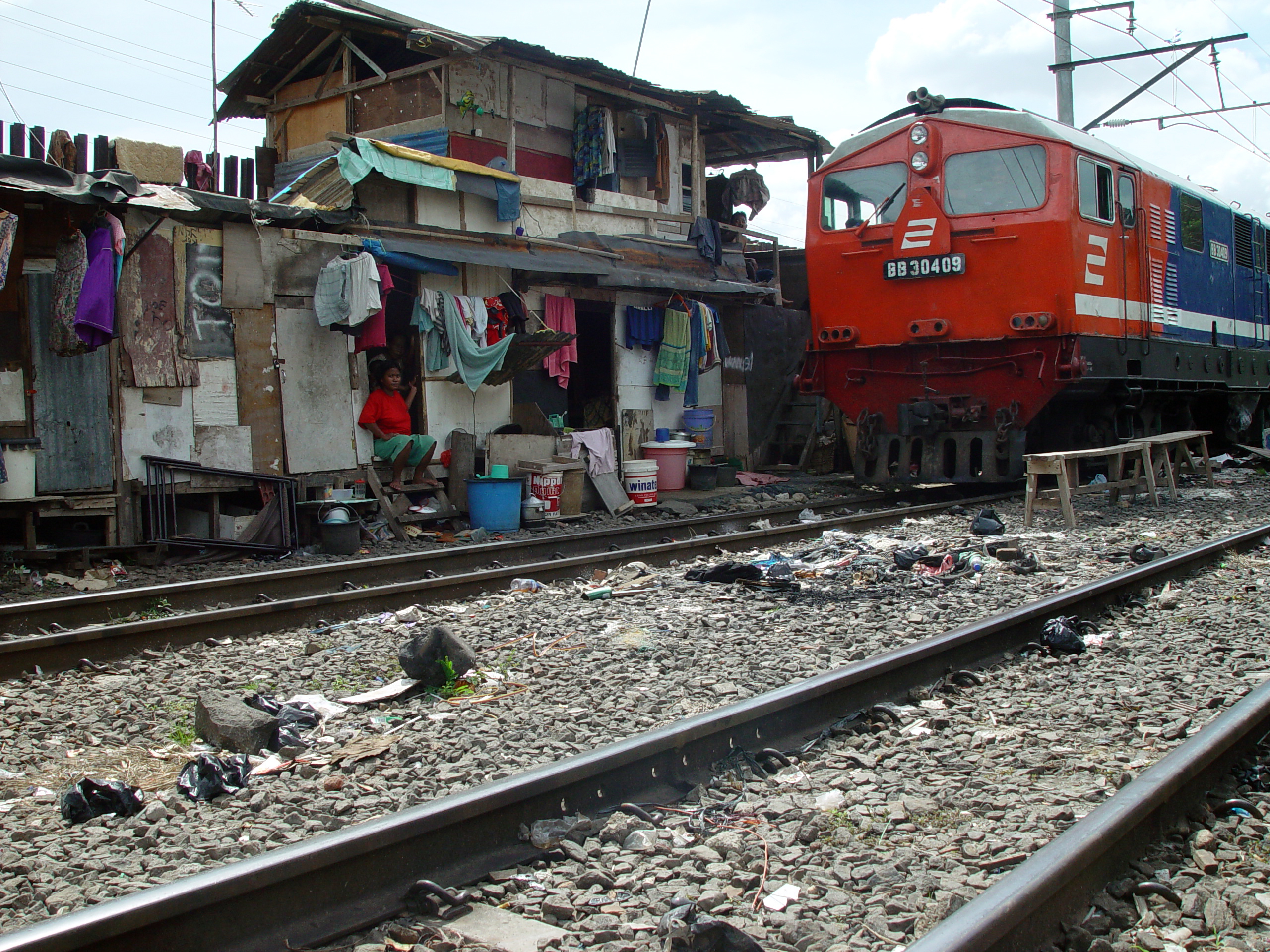
Khu ổ chuột ở Jakarta
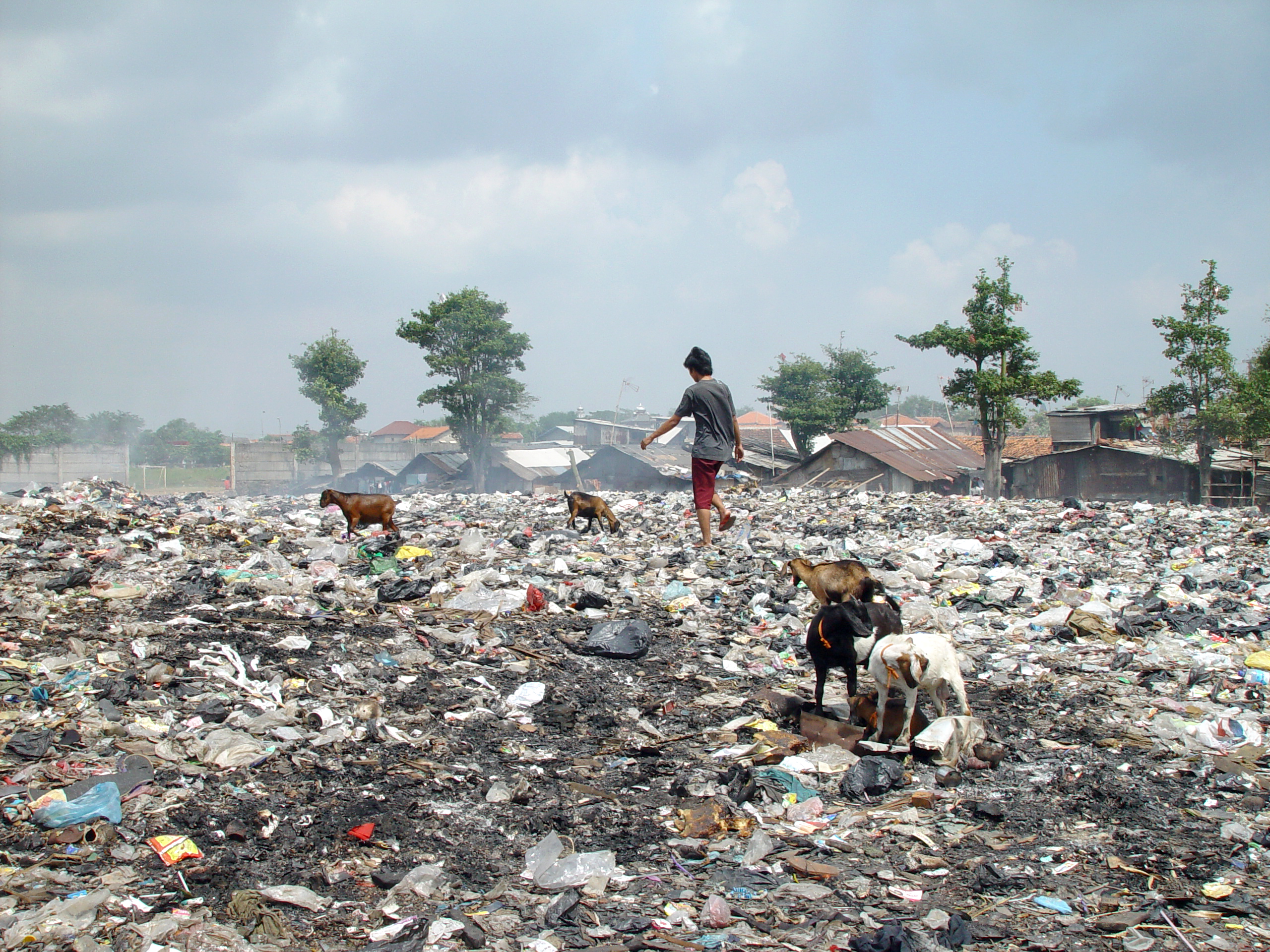
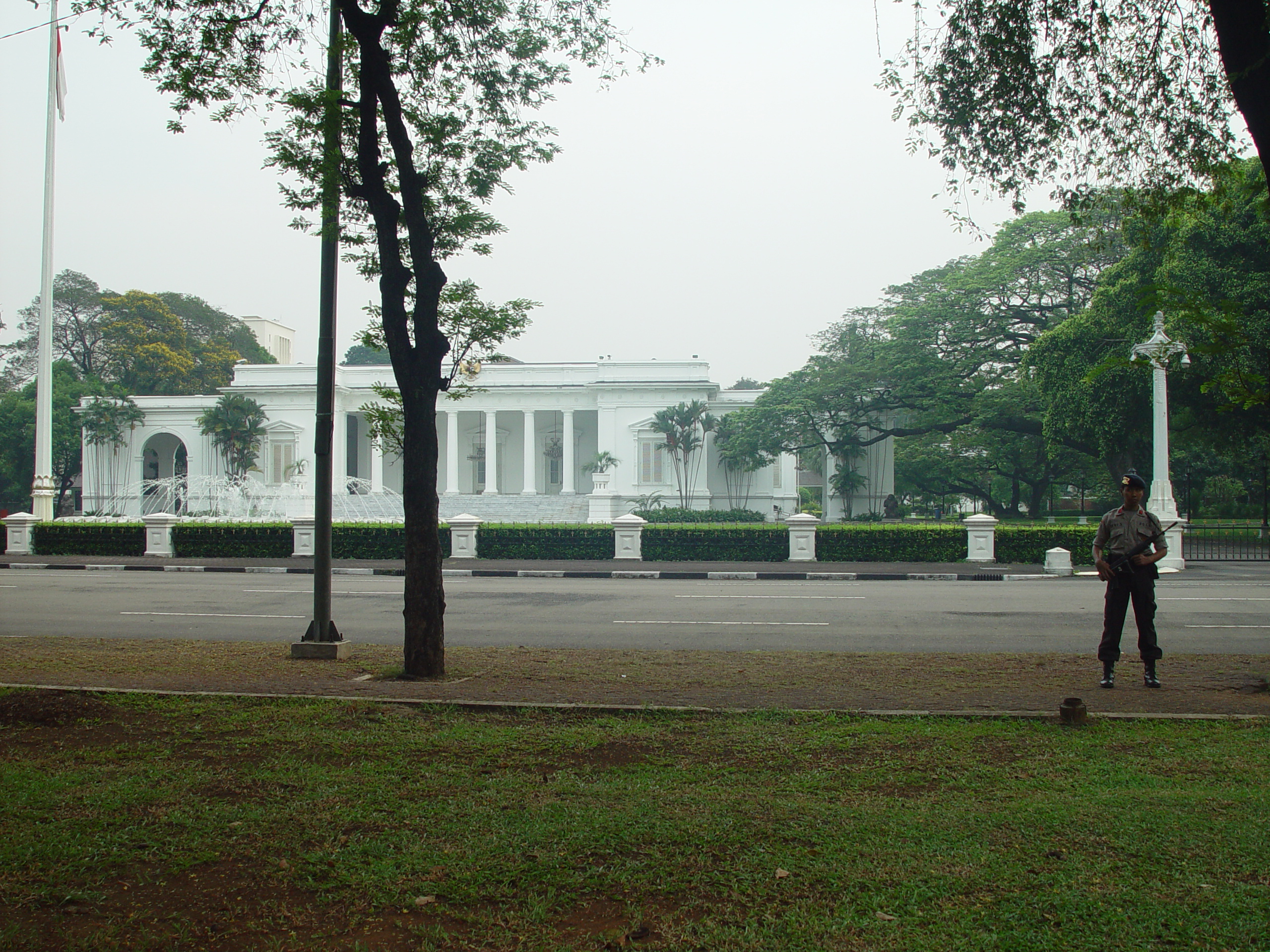
Dinh Tổng thống
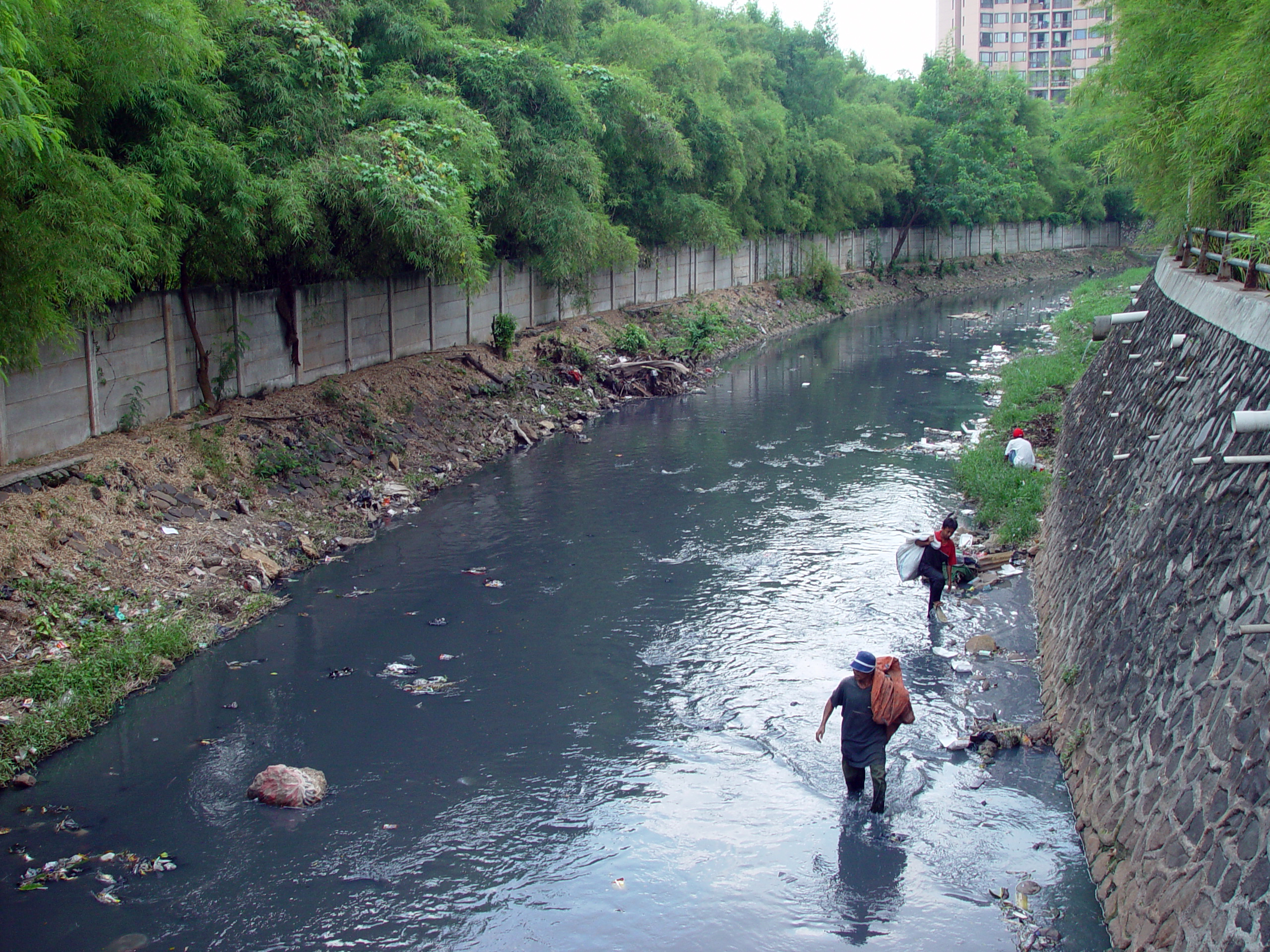
Kênh ở Jakarta
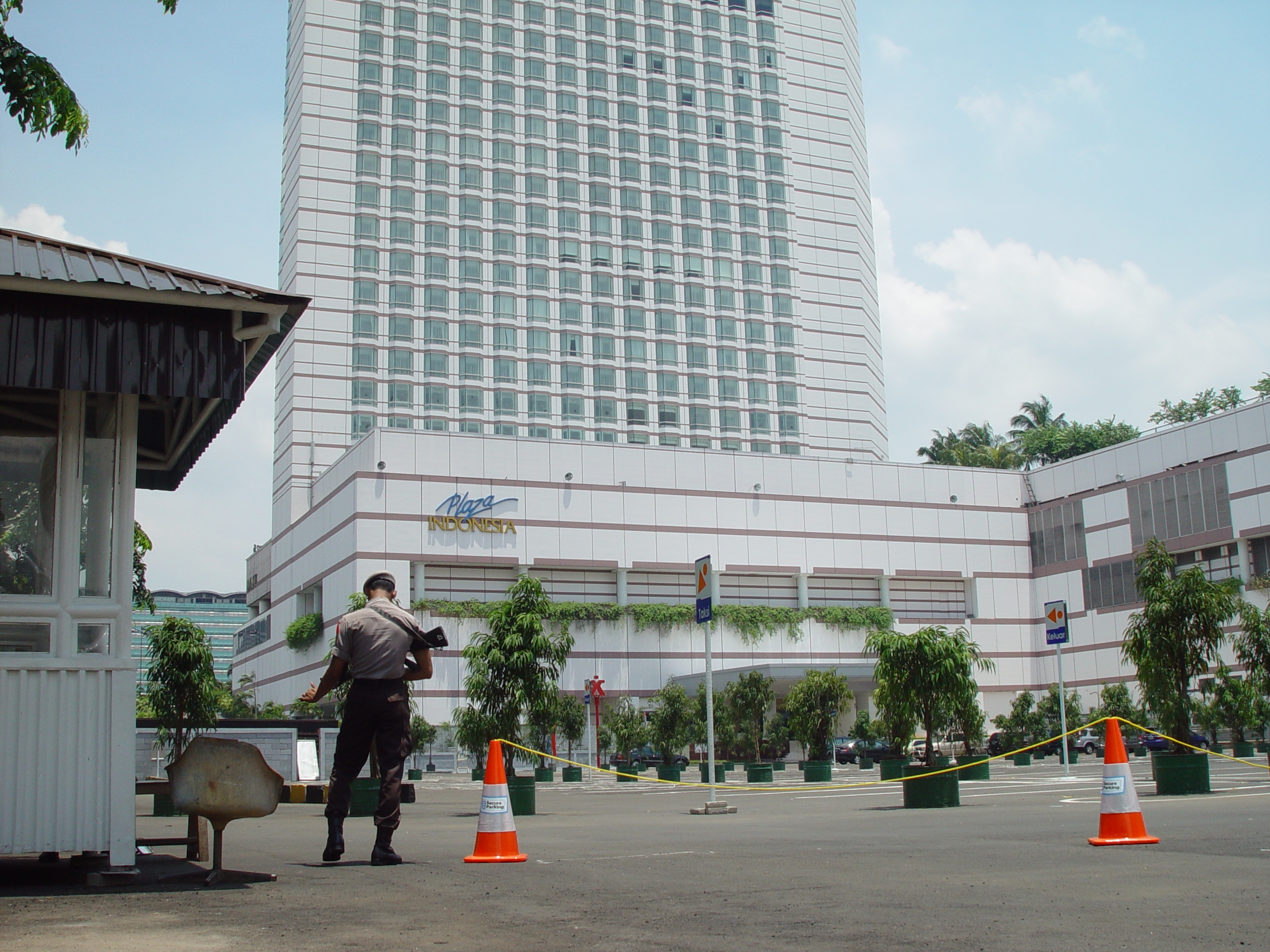
Quảng trường Plaza Indonesia
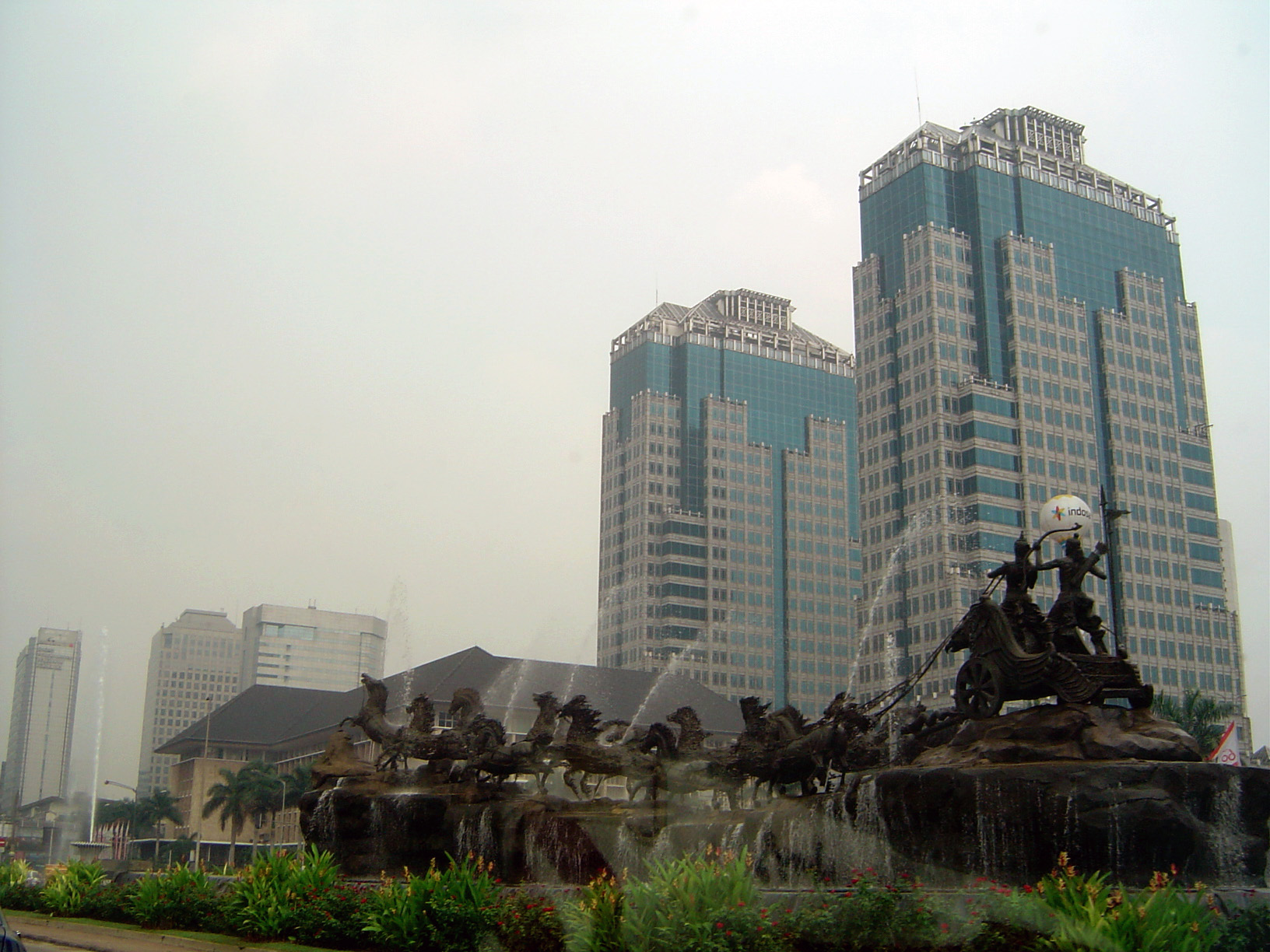